# Kaisermühlen Blues
Kaisermühlen Blues, andere Schreibweisen Kaisermühlen-Blues, Kaisermühlenblues, ist eine im Auftrag des ORF von der MR Film von 1992 bis 2000 produzierte österreichische Fernsehserie, die es weit über die Grenzen Österreichs hinaus zu Kultstatus gebracht hat.
Die Handlung der Serie spielt im namensgebenden Bezirksteil Kaisermühlen des 22. Wiener Gemeindebezirks Donaustadt. Hauptschauplatz ist ein Gemeindebau, auf dessen „10er Stiege“ die meisten der Hauptfiguren wohnen. Gedreht wurden diese Szenen in dem in der Zeit des Roten Wien erbauten Schüttauhof (die „10er Stiege“ in der Serie entspricht der realen Stiege 7) sowie an dessen der Neuen Donau zugewandter Straßenseite am Kaisermühlendamm. Abgebildet wird das alltägliche Zusammenleben der Bewohner des Gemeindebaus, die vor allem dem Wiener Arbeitermilieu zugehörig sind, und deren Interaktion mit anderen Gesellschaftsschichten. In den Folgen wurden häufig Themen und Probleme des aktuellen politischen und gesellschaftlichen Geschehens wie beispielsweise Rassismus, Fremdenfeindlichkeit, Toleranz, aber auch Arbeitslosigkeit, Behinderung, Alkoholismus, Ausgrenzung, Korruption sowie Kriminalität aus sozial-ökonomischer Sicht behandelt. Obwohl viele Aspekte einen ernsten Hintergrund haben, wurde schlussendlich ein humanistischer Inhalt humoristisch vermittelt. Teilweise neigte man zur Übertreibung, um die Klischees sowie die Ideologie der politischen Parteien in dieser Gegend zu untermauern. Sprachlich bedient sich die Serie stark des Wiener Dialektes und dessen spezieller Ausdrücke mit oft rustikaler bis vulgärer Wortwahl.
Das Drehbuch der Serie stammt ebenso wie der die Serie begleitende Roman (1994) von Ernst Hinterberger, der in vielen Folgen als ewig nörgelnder Wiener, meist gegen die Goethehof-Bewohner schimpfend, in einer Kurzrolle auftritt. Die Musik wurde zum Teil von Roland Neuwirth und seinen Extremschrammeln beigesteuert, die in einzelnen Folgen auch in Erscheinung treten. Das Ensemble bestand zu einem Großteil aus damals schon bekannten sowie erst später bekannt gewordenen österreichischen Schauspielern und Kabarettisten.
Zwischen 2000 und 2008 wurde mit Trautmann ein Spin-off des Kaisermühlen Blues gedreht. Diese Kriminal-Fernsehreihe spielt rund um die Figur des von Wolfgang Böck dargestellten und stets nur beim Nachnamen genannten Polizeikommissars Polycarp Trautmann, der, versetzt in das Karmeliterviertel im 2. Bezirk Leopoldstadt, im dort angesiedelten Rotlicht- und Milieu der Kleinganoven sowie rund um einen korrupten Nationalratsabgeordneten ermittelt.

## Entstehung und Produktion
Hinterberger wollte nach dem Erfolg der Fernsehserie Ein echter Wiener geht nicht unter wieder etwas fürs Fernsehen schreiben, allerdings sollten mehr Hauptpersonen darin vorkommen. So wurde die Idee geboren, die Serie in einem Gemeindebau in Kaisermühlen spielen zu lassen, wo sich „die Leute untereinander noch kennen“.

## Handlung
In sieben Staffeln wurden 64 Folgen sowie eine Sonderfolge hergestellt.
Staffeln:
1. 1992/93 (6 Folgen, Regie: Reinhard Schwabenitzky, Kamera: Gérard Vandenberg/Walter Kindler)
2. 1993/94 (6 Folgen, Regie: Reinhard Schwabenitzky, Kamera: Gérard Vandenberg/Walter Kindler)
3. 1995 (10 Folgen, Regie: Harald Sicheritz, Kamera: Walter Kindler)
4. 1996 (10 Folgen, Regie: Harald Sicheritz, Kamera: Walter Kindler)
5. 1997 (12 Folgen, Regie: Erhard Riedlsperger, Kamera: Peter Zeitlinger)
6. 1997 (10 Folgen, Regie: Erhard Riedlsperger, Kamera: Jiří Štíbr)
7. 1999 (10 Folgen, Regie: Erhard Riedlsperger, Kamera: Jiří Štíbr)

### Staffel 1
1. Folge – Zentrum der Welt
- Buch: Ernst Hinterberger / Bearbeitung Reinhard Schwabenitzky
- Regie: Reinhard Schwabenitzky

Handlung:
- Einzug von Lena und Franz („Franzi“, „Fünfer“) Mayerhofer in den Gemeindebau („10er Stiege“)
- Aufregung um den neuen Bewohner Franzi, der vermutlich das Down-Syndrom hat, der die Straßenbahnlinie 5 „spielt“ und deshalb für Verärgerung bei Auto- und Busfahrern sorgt.
- Bezirksrat Erwin Schoitl hat ein Verhältnis mit Sabine Leitner, findet dann aber auch an Lena Mayerhofer Gefallen.
- Renate Schoitl lässt ihren Mann glauben, sie hätte eine Affäre, derweil kommt ihr Bruder Walter aus Norddeutschland zu Besuch.
- Gitti Schimek ist in Sorge, an Krebs erkrankt zu sein, der Hausarzt stellt aber nur Gallensteine fest. Trotz der bevorstehenden Operation wird sie in der Fabrik gekündigt.

Gastrolle: Horst Chmela als Möbeltransportfahrer, Hartmut Becker als Bruder von Renate Schoitl und Roland Neuwirth als er selbst.
Zitate:
- zum Zentrum der Welt: „Die Uno City steht in Kaisermühlen ...“
- Kündigung der Gitti: „... der Betriebsrat hat gekämpft für dich, aber sieh es positiv, nach der Operation kannst dann ganz in Ruhe eine neue Arbeit suchen ...“

2. Folge – Nette Männer
Handlung:
- Der Ex-Profifußballer Burschi Lukas Resetarits wird von Herbert Fux überredet, für den FC Vorwärts Kaisermühlen weiterzuspielen.
- Gitti Schimek unterzieht sich nun der Gallenoperation. Ihre Tochter Ines eröffnet ihr, dass sie ausziehen möchte. Erwin Schoitl findet für Gitti eine Arbeitsstelle als Kellnerin, worüber Gitti sehr froh ist. Schoitls anzügliche Versuche wehrt sie jedoch ab. Beim Picknick mit Herrn Kudrnac, Josephus (einem farbigen UNO-Chauffeur) und den Mayerhofers lernt Gitti einen Mann (Fritz von Friedl) kennen und macht mit diesem einen Tagesausflug nach Bratislava, jedoch bricht sie die Reise in Hainburg ab, da sie fürchtet einem Hochstapler, der sich nur von einer Frau aushalten lassen möchte, auf den Leim gegangen zu sein.
- Die Bezirksräte Schoitl und Gneisser planen den Kauf eines verfallen Hauses, um daraus ein Asylantenheim zu machen, das sie anschließend teuer weiterverkaufen wollen, wenn eine Fußgängerzone nebst desselben beschlossen wird.
- Renate Schoitls Bruder verlässt Wien wieder.

Gastrolle: Herbert Prikopa als Wirt und neuer Arbeitgeber von Gitti Schimek und Hartmut Becker als Walter Jakobus, Renate Schoitls Bruder.
3. Folge – Muttertag
Handlung:
- Franzis „Straßenbahnfahrten“ als Fünfer werden zu einem Problem für die Kaisermühlner, der junge Mann wird deshalb unter die Aufsicht von zwei jugoslawischen Hilfsarbeitern (Slobodan und Svetlana) gestellt. Franzi nimmt jedoch Reißaus, nachdem sich Svetlana vor ihm entblößt, er bleibt daraufhin verschwunden.
- Gustl Schimek erzählt beim Muttertags-Frühstück, dass er von den uniformierten Polizisten zur Kriminalpolizei oder Staatspolizei wechseln möchte.
- Sabine Leitners Hausarzt bewundert ihre handgefertigten Vasen und verspricht sich nach Förderern für ihr Hobby umzuhören.
- Der Muttertagsausflug führt Familie Schoitl, samt Mutter Schoitl, auf eine ÖVP-Seniorenveranstaltung, dort eskaliert die brodelnde Feindschaft zwischen Renate und Erwins Mutter.

4. Folge – Verrückt
Handlung:
- Auf Josephus’ Vorschlag erhält Gitti das Angebot, als Haushälterin von Dr. Ogobonna zu arbeiten. Anfangs lehnt sie ab, entschließt sich aber dann doch dazu, die Stelle anzunehmen, als sie Zeugin einer ungerechten Behandlung gegenüber ihrer Kollegin Koziber wird. Trotz neuer, schöner Aufgabe ist die Stimmung getrübt, da es zu einem heftigen Streit im Hause Schimek kommt, in dessen Folge Gitti Sohn Gustl vor die Türe setzt und der frisch getrennten Ines sein altes Zimmer anbietet. Gustl machte seiner Mutter Vorwürfe, dass er unter dem Tratsch der Kaisermühlner leide, die behaupten, Gitti sei mit einem Schwarzafrikaner liiert.
- Dr. Pölzl findet den tagelang verschwundenen Franzi auf der Donauinsel. Ein Unbekannter lässt den verängstigten Zurückgebliebenen daraufhin in die psychiatrische Klinik einweisen, als seine Schwester Lena nicht zuhause ist. Renate Schoitl entdeckt schließlich, dass die verzweifelte Lena selbst diese Maßnahme aus Angst um ihren Bruder gesetzt hat. Die Politikergattin behält dieses Geheimnis jedoch für sich.
- Ehestreit bei den Leitners: Sabine hat von Burschis Machogehabe die Nase voll und droht mit ernsthaften Konsequenzen.

5. Folge – Hof-Konzert
Handlung:
- Liebeleien: Der, nach dem Rausschmiss aus der mütterlichen Wohnung, obdachlose Gustl Schimek lernt Nancy, die Kellnerin von Burschis und Renés Stammkneipe kennen, Hausbesorgerin Turecek wiederum hat es ein junger Roma/Sinti namens Joszy angetan, Pepi Schoitl bandelt mit Claudia Gneisser an, Josephus bittet Herrn Kudrnac um Hilfe, da er gerne Gitti Schimek näher kennenlernen würde.
- Herr Kudrnac beginnt Franzi zu betreuen, um dessen Schwester Lena zu entlasten.
- Burschi verdächtigt seine Frau der Untreue.
- Ein Hoffest mit Grill, Musik und Miss-Wahl unter der Leitung der Roma und Sinti-Sippe Joszys findet statt.

Gastrolle: Fritz Hammel als Joszy Papai und Gideon Singer.
6. Folge – Der Abschied
Handlung:
- Josephus und Gitti kommen sich endlich näher. Dr. Ogbonna gesteht Gitti, dass er Wien schon bald wieder verlassen muss, Josephus kündigt daraufhin bei der UNO, um mit Gitti in ihrer Kaisermühlner Wohnung zusammenzuleben.
- Frau Kaiser kommt mit gegipstem Fuß in den Gemeindebau zurück und verrät das Liebesverhältnis zwischen Sohn Schoitl und Tochter Gneisser.
- Tureceks Eifersucht führt dazu, dass sie von Joszy verlassen wird.
- Sabine Leitner eröffnet ihre Töpfereiausstellung, obendrein kommt heraus, dass sie mit Dr. Pölzl ein Verhältnis hat. Burschi benimmt sich bei der Vernissage seiner Frau daneben, diese verlässt ihn darauf prompt. Danach macht Ines ihr Verhältnis mit Burschi offiziell.
- Franzi ertappt die Krandiebe auf frischer Tat.
- Bezirksrat Gneisser möchte Renate Schoitl zu einem Seitensprung überreden. Diese nützt die Situation geschwind und erzwingt Gneissers Zustimmung zur Beziehung der Sprösslinge.

### Staffel 2
7. Folge – Der erste Kaisermühlner
Handlung:
- Josephus zieht bei Gitti ein. Gitti erhält daraufhin anonyme Drohanrufe, Josephus Autoreifen werden aufgestochen und die Wohnungstüre der beiden wird beschmiert.
- Franzi und Herr Kudrnac finden einen ausgesetzten Hund, den sie „Bezirksrat“ nennen und der ab dieser Folge zum ständigen Begleiter des Herrn Kudrnac wird.
- Ein Skelett wird auf einer Baustelle entdeckt. Gneisser und Schoitl vermuten einen prähistorischen Fund und somit den „ersten Kaisermühlner“.
- Leopoldine Tureceks neueste Eroberung Schurli zieht in den Gemeindebau. Die Polizei verdächtigt diesen, die rassistischen Attacken gegen Gitti und Josephus begangen zu haben. Anfangs hält Turecek dies noch für eine bösartige Verleumdung der Frau Kaiser, doch als Burschi Schurli auf frischer Tat ertappt, wirft Turecek ihren Liebhaber enttäuscht aus der Wohnung.
- Burschi wird Bademeister im Gänsehäufl, er möchte sich wieder von Ines trennen.
- Renate Schoitl kehrt vom Heimaturlaub in die Donaustadt zurück, erwischt ihren Mann in Damenbegleitung und quartiert ihn darauf prompt ins Gästezimmer ein.

Gastrolle: Wolfgang Ambros als Baggerfahrer, Wilfried als LKW-Fahrer
8. Folge – Drunter und drüber
Handlung:
- Burschi tut alles, um Ines loszuwerden. Sabine und er werden nun endlich geschieden, weiters lernt er beim Joggen Renate Schoitl kennen.
- Gitti fährt auf Kur nach Bad Goisern. Josephus findet wieder Arbeit als Chauffeur, dennoch wird er abermals Opfer eines rassistischen Übergriffes, bei dem er verprügelt und der Dienstwagen ruiniert wird. Der Afrikaner wird daraufhin wieder entlassen.
- Nancy arbeitet nun als Kellnerin in einem chinesischen Restaurant, sie erwartet ein Kind von Gustl.
- Lena Mayerhofer wird von Halbstarken überfallen, René kommt ihr zur Hilfe.
- Gneisser und Schoitl wollen ein Grätzlmuseum eröffnen und Kudrnac als Museumsdirektor anwerben, dieser willigt ein, aber nur unter der Bedingung, dass die zwei Provinzpolitiker Gitti zu einer neuen Arbeitsstelle verhelfen.
- Ärger bei den Bezirksräten: Der Traum vom ersten Kaisermühlner zerschlägt sich, da der Skelettfund erst 50 Jahre alt ist. Auch der Nachwuchs macht Probleme: Claudia lehnt einen, vom Vater verschafften, Posten im Wiener Rathaus ab, außerdem ist sie von Pepi schwanger.

Gastrolle: Gerold Rudle als Skinhead.
9. Folge – Saure Wiesen
Handlung:
- Gneisser und Schoitl versuchen jeder auf eigene Faust für Gitti ein gutes Wort einzulegen, damit sie die Trafik in der Schüttaustraße übernehmen kann.
- Pepi und Claudia suchen eine gemeinsame Wohnung, im Goethehof werden sie fündig.
- Lena fühlt sich durch Renés Umwerbungen geehrt, ist aber wegen ihrer mangelnden Erfahrung mit Männern verunsichert.
- Turecek führt ihre Nachfolgerin Koziber in die 10er-Stiege ein.
- Sabine ist von Dr. Pölzl verlassen worden und arbeitet nun bei einem anderen Arzt als Sprechstundenhilfe. Burschi bandelt derweilen mit Renate Schoitl an, während er ihr „Jogging-Unterricht“ gibt.

10. Folge – Die Trafik
Handlung:
- Gitti hat die Tabaktrafik übernommen. Gneisser ist böse auf Schoitl, da dessen Intervention Gitti zur Trafikantin gemacht hat und Gneissers Bemühungen fruchtlos geblieben sind, weiters ist beiden die Beziehung ihrer Kinder noch ein Dorn im Auge. Renate Schoitl droht Gneisser damit, dass sie seine eindeutigen Avancen ihr gegenüber öffentlich macht, wenn er sich nicht wieder mit Schoitl versöhnt. Weiters organisiert sie eine Hütte für Herrn Kudrnac an der alten Donau.
- Renés Annäherungsversuche sind endlich erfolgreich. Doch Franzi stört das junge Liebesglück, er ist eifersüchtig auf den neuen Freund seiner Schwester.
- Josephus bekommt wieder ein Angebot als Fahrer zu arbeiten, Gitti möchte aber, dass er ihr in der Trafik hilft. Josephus entscheidet sich dazu, wieder zu arbeiten, die Beziehung zu Gitti leidet deshalb. Gitti braucht Hilfe in der Tabakwarenhandlung und überredet Lena sie zu unterstützen.
- Burschi trainiert Renate selbst während seiner Arbeitszeit, er vernachlässigt daher seine Aufgabe derart, dass er als Bademeister gekündigt wird. Um von den Gerüchten über eine Affäre zwischen ihm und Renate abzulenken, flirtet Burschi mit Hausmeisterin Koziber.
- Pepi flattert der „Einrückungsbefehl“ ins Haus.
- Das Grätzlmuseum wird eröffnet, allerdings ohne rege Teilnahme der Einwohner.

11. Folge – Das Glück ist ein Vogerl
Handlung:
- Pepi rückt nach Baden ein, Claudia lässt eine Abtreibung vornehmen.
- Herr Kudrnac hat einen Herzinfarkt und muss ins Krankenhaus. Burschi, Renate und die Mayerhofers betreuen einstweilen „Bezirksrat“.
- Frau Gneisser hat für Franzi ein Tagesheim mit Behindertenwerkstätte als Betreuungsplatz organisiert.
- Gitti und Lena machen den Führerschein, um die neue Arbeitsaufgabe besser meistern zu können.
- Burschi wird in einer Druckerei angestellt.

Gastrolle: Franz Buchrieser als Dr. Schneider und Roland Neuwirth und die Extremschrammeln als sie selbst.
12. Folge – Kein Baum wächst in den Himmel
Handlung:
- René möchte, dass Lena zu ihm zieht, diese hat Bedenken wegen ihres Bruders.
- Die Bezirksräte schmieden wieder Pläne: Sie möchten den althergebrachten Holzsteg auf der Alten Donau abreißen und eine Aluminiumbrücke errichten. Wilma Gneisser ist gegen diese Schnapsidee und sucht bei Turecek und Koziber um Unterstützung an. Gemeinsam werben sie auch Renate Schoitl als Mitstreiterin an und starten eine Bürgerbewerbung.
- Sabine hat ein Rendezvous mit ihrem neuen Arbeitgeber, Dr. Schneider.
- Gustl ist bei der Wirtschaftspolizei.
- Im Viertel wird erzählt, dass Josephus Gitti betrügt. Josephus verlässt Gitti schließlich.
- Renate hat genug von Erwins Untreue, sie zieht vorübergehend in das feine Hotel Intercontinental und verabredet sich dort mit Burschi. Die beiden überlegen die Eröffnung eines Fitnesscenters.

Gastrolle: Franz Buchrieser als Dr. Schneider, Peter Uray als Bezirksvorsteher, Toni Böhm als Ober und Werner Sobotka als Portier.

### Staffel 3
13. Folge – Der Held von Kaisermühlen
Handlung:
- In Kaisermühlen wird die Bank überfallen. Franzi stellt todesmutig den Bankräuber, daraufhin wird er geehrt.
- Joschi Täubler erscheint erstmals auf der Bildfläche. Der Rowdy war im Gefängnis, erzählt aber, dass er sich mehrere Jahre in den USA aufgehalten hat. Joschi möchte in Kaisermühlen ein Fitnesscenter eröffnen und quartiert sich kurzerhand in Burschis verlassener Wohnung ein, bis Sabine ihn hinauswirft. Er sucht bei Gneisser und Schoitl um Unterstützung für sein Fitnesscenter an, auch FPÖ-Politiker Vysloczil kreuzt seinen Weg, Joschi erkennt in ihm einen Zellengenossen.
- Die Schoitls haben sich scheiden lassen, Renate ist mit Burschi nach Deutschland gezogen. Beide Figuren verschwinden somit aus der Serie.
- Frau Schoitl senior zieht ins Blockhaus zu ihrem Sohn. Die erblondete Frau Turecek flirtet mit Erwin.
- Lena ist schwanger.

Gastrolle: Klaus Rott als Polizeioffizier und Christian Schmidt als Bankräuber.
14. Folge – Bis dass der Tod Euch scheidet
Handlung:
- Mutter Schoitl führt auch im Geschäft ihres Sohnes ein hartes Regiment, dieser möchte ihr Leopoldine Turecek zur Seite stellen. Doch damit ist die Frau Mama gar nicht einverstanden, Frau Kaiser lässt ihr einen Brief mit der Aufzählung der Verflossenen Tureceks zu kommen.
- Gustl und Nancy heiraten. Ihr Ungeborenes wollen sie nach dem Mutterschutz bei Gitti unterbringen, da Nancy bei Gustl im Kommissariat arbeiten wird.
- Auch Pepi und Claudia sollen vor den Altar treten, Mutter Schoitl versucht ihnen den Ehestand mit einer altmodischen Eigentumswohnung schmackhaft zu machen.
- Alle guten Dinge sind drei: Bei René und Lena läuten ebenso die Hochzeitsglocken. So wie Gustl bittet auch René den alten Sebesta darum, dass er das Amt des Trauzeugen übernimmt.
- In Kaisermühlen wird nun eine Triple-Hochzeit gefeiert. Bei der Hochzeitsfeier setzen bei Nancy die Wehen ein.

15. Folge – Wie aus dem Gesicht geschnitten
Handlung:
- Nancy und Gustl bekommen einen Sohn, August Leopold Viktor, genannt Gusti. Taufpatin wird Koziber. Zum ersten Weihnachtsfest überrascht Gustl seinen Sprössling mit einer Glock-Pistole.
- Vysloczil stellt Joschi als „Schweigegeld“ einen Altbau für sein Fitnesscenter zur Verfügung. Letzterer beginnt sofort mit der Rekrutierung des zukünftigen Personals.
- Ines hat einen neuen Freund, Abdul, ein Medizinstudent aus Ägypten.
- Lena erleidet einen abortus. Der Arzt befürchtet, dass sie nicht mehr Kinder bekommen kann.
- Leopoldine Turecek fordert von Erwin Schoitl mehr „Emanzipation“ von seiner Frau Mutter. Um den Weihnachtsabend mit Turecek verbringen zu können, verlässt Schoitl sogar früher als geplant das familiäre Weihnachtsessen, auch Pepi und Claudia nützen die erstbeste Gelegenheit, um sich davonzumachen.

16. Folge – Partnerschaften
Handlung:
- Kudrnac und Franzi empfangen Besuch aus Berlin-Kreuzberg. Sie wollen eine Partnerschaft der beiden Bezirke erwirken. Die Aufstellung einer Tafel führt zu einem Tumult, in den Vysloczil, Gneisser und Schoitl verwickelt sind.
- Joschi Täubler sucht Sportgeräte für sein Fitnesscenter, Erwin Schoitl bemüht sich um einen Kredit für ihn. Schließlich wird das Sportstudio eröffnet.

Gastrolle: Tini Kainrath als Besucherin im Fitnesscenter.
17. Folge – Es kann der Frömmste nicht in Frieden leben
Handlung:
- In Gittis Trafik ist eingebrochen worden. Als der Täter erwischt wird, lernt Gitti den Kommissar Trautmann kennen.
- Das Haus in der Schüttaustraße soll abgerissen werden. Gitti läuft also Gefahr ihre Tabakwarenhandlung zu verlieren.
- Franzi ist im Bus beleidigt worden und verlässt seitdem die Wohnung nicht mehr. Gneisser und der Bezirksvorsteher organisieren einen Platz in einer Wohngemeinschaft für ihn.
- Kudrnacs Bezirksrat wird eingeschläfert.
- Schoitl schickt seine Mutter für 3 Wochen auf Kur nach Rappoltenwinkel um einige freie Tage mit Leopoldine Turecek zu genießen. Diese drängt ihn zur Heirat, während Mutter Schoitl auf Trennung der beiden besteht.
- Claudia langweilt der Alltag: Sie und zwei Freunde experimentieren mit Kokain, Pepi ist skeptisch.
- Joschi unterschreibt einen Mietvertrag bei Sabine Leitner.
- Die Alleinerzieherin Irene Vesely zieht mit ihrer Tochter Birgit in die „Zehnerstiege“.

Gastrolle: Tini Kainrath als Besucherin im Fitnesscenter, Monica Weinzettl und Thomas Maurer als Claudias Freunde.
18. Folge – Fasching
- Joschi Täubler sucht Unterschlupf bei Koziber.
- René und Lena ziehen nach Floridsdorf um. Beide finden Arbeit bei Ankerbrot.
- Leopoldine drängt Erwin zur Heirat. Dieser versucht sie mit einer Einladung zum Opernball zu besänftigen.
- Rudi entdeckt, dass Wilma eine Affäre mit einem Parteifreund hat.
- Frau Kaiser bemerkt, dass die Neumieterin Vesely als Striptease-Tänzerin bei einer Peep-Show arbeitet.

19. Folge – Voll daneben
Handlung:
- Rudi wird Abgeordneter im Wiener Landtag, Schoitl Mitglied in der Wirtschaftskammer. Beide fahren als Delegierte zu einer Verhandlungsrunde nach Budapest. Dort wollen sie sich ein Schäferstündchen mit zwei Prostituierten gönnen und werden prompt von diesen betäubt und ausgeraubt. Ihr faux pas wird auch noch fotografisch festgehalten und zu einem österreichweiten Skandal.
- Gitti lernt einen Schweizer Dokumentarfilmer kennen, der einen Film über Kaisermühlen dreht. Bereitwillig hilft sie diesem, als sie jedoch bemerkt, dass der Film ganz Kaisermühlen diffamiert, streikt sie.

Gastrolle: Autor Ernst Hinterberger schlüpft erstmals in die Rolle des Herrn Naderer, Stefan Weber und Haymon Maria Buttinger als "Stammgäste" vor dem Brantweiner
20. Folge – Träume sind Schäume
Handlung:
- Kudrnac sammelt Unterschriften gegen den Schweizer Dokumentarfilm.
- Wilma will die Scheidung und zieht aus. Rudi verliert sein Mandat als Abgeordneter, selbst an seinen angestammten Posten im Stadtgartenamt kann er nicht zurückkehren, die Parteispitze versetzt ihn zur Bestattung.
- Trautmann und Gitti treffen sich wieder.
- Joschi versucht sich als Verkäufer von California Ice-Cream, er wird Untermieter von Sabine, als diese die Wohnung selber benötigt, weil sich Dr. Pölzl von ihr trennt.
- Gittis Trafik muss jetzt bald schließen, ein Angebot von Hermann Vysloczil, eine neue Trafik zu bekommen, wenn sie Propaganda für die FPÖ macht, weist Gitti brüsk zurück.

Gastrolle: Chris Lohner als Spaziergängerin, Roland Neuwirth als er selbst, Karl Ferdinand Kratzl als Totengräber, I Stangl als Exekutor.
21. Folge – Freud und Leid
Handlung:
- Kudrnac glaubt in einem Hund aus dem Wiener Tierschutzhaus seinen wiederauferstandenen Bezirksrat zu erkennen.
- Auf Intervention eines Stammkunden bekommt Gitti die Trafik im Goethehof.
- Abduls Eltern kommen zu Besuch. Frau Kaiser erzählt Unwahrheiten über das Liebesleben der beiden Schimek-Damen, und Abduls Mutter verlangt deshalb, dass sich ihr Sohn von Ines trennt.
- Pepi lässt sich von Claudia scheiden und zieht in sein altes Kinderzimmer, er lässt sich schließlich nach Moskau versetzen.
- Joschis neueste Geschäftsidee ist ein Heiratsbüro.

Gastrolle: Sandra Kreisler als Bibliothekarin.
22. Folge – Die Kittelfalte
Handlung:
- Gitti und Trautmann kommen sich näher. Schließlich zieht Trautmann sogar bei Gitti ein.
- Joschi und Sebesta eröffnen eine Heiratsvermittlung. Zwillingsschwestern, die einen Mann suchen, verlieben sich in Joschi und heften sich an seine Fersen.
- Gneisser lauert Vesely vor deren Arbeitsstelle auf, diese gibt ihm einen Korb.
- Trautmann wird in die Brigittenau versetzt, da er nicht in dem Bezirk arbeiten darf, in dem er wohnt. Er wird somit Gustls Vorgesetzter.
- Für Gitti findet eine Geburtstagsüberraschung zum 50er im Schutzhaus statt, bei der auch die Extremschrammeln geladen sind.

Gastrolle: Erni Mangold als Prostituierte, Roland Neuwirth und seine Extremschrammeln als sie selbst.

### Staffel 4
23. Folge – Wie im ewigen Leben
Handlung:
- Robert Henker zieht in den Gemeindebau.
- Schoitl verliert seinen Wirtschaftskammerposten, auch sein Geschäft geht pleite.
- Ines wird der Platz in der Wohnung zu eng. Sie bietet Sabine Leitner ein Tauschgeschäft an: Sabine kann Ines’ Posten in Gittis Trafik haben, dafür wird Ines Sabines Mitbewohnerin.
- Gneisser bekommt Besuch von der ungarischen Prostituierten, die ihn in Budapest übers Ohr gehauen hat. Diese sucht um Asyl an, und Gneisser erliegt wieder einmal seinen Trieben.
- Claudia wird von den Schoitls aus der Wohnung geworfen und kehrt in den Gemeindebau zu Papa Rudi zurück.
- Joschi zieht aus Sabines Wohnung aus und trifft auf einen alten Bekannten, den Unterweltkönig King.
- Das China-Lokal brennt aus. Der Wirt stirbt, Sebesta wird geborgen und in die psychiatrische Klinik Steinhof gebracht, dort bekommt er Besuch von einem Journalisten, der ihm anbietet für seine Zeitung zu schreiben.

Gastrolle: Eva Billisich als ungarische Prostituierte, Ernst Konarek als Unterweltkönig King.
24. Folge – Las Molinas Imperiales
Handlung:
- Gneisser und Schoitl wollen die Alte Donau überdachen und eine Freizeitanlage namens Las Molinas Imperiales (spanisch für Kaisermühlen) errichten. Sebesta macht sich in seiner Kolumne darüber lustig, für die beiden Bezirksräte gibt es deswegen Ärger vom Bezirksvorsteher.
- Sabine leidet unter Ines Lebensstil. Auch Ines fühlt sich nicht wohl und gesteht Trautmann, dass sie wieder bei Gitti einziehen möchte.
- Aranca, die ungarische Prostituierte, möchte, dass Gneisser auch ihre Freundin bei sich einquartiert.
- Trautmann feiert Geburtstag.
- Frau Kaiser zeigt Kudrnac beim Jugendamt an, weil er Birgit sexuell belästigt haben soll. Es kommt heraus, dass Irene in der Peep-Show arbeitet. Der Bezirksvorsteher lässt die Anzeige schließlich fallen, als er erfährt, dass Kaiser die Antragstellerin ist.
- Mutter Schoitl erleidet einen Herzinfarkt.
- Joschi macht einen stattlichen Gewinn beim Pokern.

25. Folge – Schön wär's auf einer Insel
Handlung:
- Mutter Schoitl hat sich vom Herzinfarkt erholt.
- Wilma wird versetzt, da die Ehefrau ihres Liebhabers eifersüchtig ist. Wilma trennt sich schließlich.
- Joschi beginnt US-amerikanische Oldtimer zu verkaufen. Die Zwillingsschwestern wollen ihr Geld zurück.
- Aranca hat ihre Kollegin, Ilona, und ihren Zuhälter, Hansi, zu Gneisser in die Wohnung gebracht. Claudia stört dies so sehr, dass sie zu ihrer Mutter zieht. Alle drei werden jedoch verhaftet.
- Franzi stört Lenas und Renés Privatleben. Gitti rät Lena, wieder in den 22. Bezirk zurückzukehren, damit Franzi nicht so alleine ist. Daraufhin lässt sie sich in die Anker-Filiale nach Kaisermühlen versetzen.
- Robert Henker und Irene Vesely verabreden sich.
- Trautmann wird bei einer Festnahme verletzt.

Gastrolle: Andrea Eckert als Wilmas Arbeitskollegin, Ludwig Hirsch als Zuhälter Hansi, Wolfgang Pissecker als Lenas Vorgesetzter und Simon Schwarz als Einbrecher „Schurli“.
26. Folge – Keiner ist mit Nichts zufrieden
Handlung:
- Koziber gewinnt eine Heimsauna und ein Solarium bei einem Telefonquiz.
- Joschi inszeniert einen Unfall nach dem anderen, um an Geld zu kommen.
- Kudrnac will eine Chronik über Kaisermühlen schreiben. Robert ist ihm behilflich.
- Robert ist unsicher, weil Irene in der Peep-Show arbeitet. Er trennt sich von ihr.
- „Mausi-Maus“ Turecek und „Bärli-Bär“ Schoitl fahren an den Wörthersee zu Schoitls altem Freund, Max Bauer. Schoitl versucht über seinen Freund an Geld zu kommen, dieser lässt ihn aber abblitzen.
- Wilma möchte, dass Claudia wieder zu Rudi zieht.
- Gustl und Nancy haben eheliche Probleme. Gitti und Trautmann überlegen, dass den beiden Abwechslung guttun könnte.

Gastrolle: Herwig Seeböck als Max Bauer, Erwins Freund. Günter Tolar als Quizmaster.
27. Folge – Der Traumurlaub
Handlung:
- Gitti, Trautmann, Nancy und Gusti fahren nach Lignano auf Urlaub. Dort gibt sich Nancy einem Strandcasanova hin und hat ein schlechtes Gewissen.
- Kaiser erpresst Joschi, da sie von seinen inszenierten Unfällen weiß, und zwingt ihn, mit ihr ebenfalls nach Italien zu reisen. An der Grenze werden sie aufgehalten und Joschis Corvette wird beschlagnahmt, da sie als gestohlen gemeldet ist. Joschi macht sich aus dem Staub und Frau Kaiser fährt allein weiter. Gustl bekommt einen anonymen Anruf von Frau Kaiser, die ihm erzählt, dass Nancy eine Männerbekanntschaft gemacht hat. Eifersüchtig machen sich Gustl und Joschi sofort ans Meer auf. In Lignano lässt sich Gustl davon überzeugen, dass ihm Nancy treu ist, und aus Rache macht er Grenzpolizisten weis, dass Frau Kaiser eine Drogendealerin ist.
- Mutter Schoitl lernt einen verwitweten Hofrat kennen. Bei ihrem Rendezvous beim Heurigen treffen sie Ines, die eine Beziehung mit dem verheirateten Vysloczil hat.
- Die Ehe von Lena und René steht wegen der Belastung durch Franzi auf der Kippe.

28. Folge – Turbulenzen
Handlung:
- Koziber wird ihre Sauna endlich los. Sie findet Gefallen an dem Polizisten Reini.
- Ines möchte Robert als Freund gewinnen.
- Täubler lässt wieder jemanden in seine Unfallfalle tappen, es handelt sich um Turecek. Täubler bespricht mit ihr seine neueste Idee von einem Schnitzelgarten. Turecek möchte jetzt Geld von ihrem Lebensgefährten Schoitl, er soll eine Hypothek auf sein Haus aufnehmen. Turecek linkt Täubler aber, indem sie auf ihn als Partner verzichtet und die Idee allein umsetzt.
- Claudia liegt benommen im Hof.
- Gustl wird suspendiert, da er mit einem Hofrat bei einer Razzia zu forsch umgeht. Der nächste inszenierte Unfall von Joschi trifft ihn, er ruft jedoch sofort seine Kollegen.
- Kaiser lässt auffliegen, dass Vysloczil mit Ines liiert ist.

29. Folge – Leben und leben lassen
Handlung:
- Täubler wird wegen Versicherungsbetruges angezeigt. Er rettet Claudia vor Dealern, die sie vergewaltigen wollen, und verhindert auch noch, dass sie sich eine Überdosis Heroin setzt.
- Tureceks Personal fordert eine Lohnerhöhung, außerdem tauchen Marktaufsicht und Gewerbeamt auf.
- Reini überlegt, den Polizeidienst zu quittieren und wie Koziber als Hausmeister zu arbeiten.
- Ines kassiert für ihren neuen Liebhaber Vysloczil die Mieten ein und erfährt dabei, welche schäbigen Wohnungen Vysloczil für teures Geld vermietet und dass ihr Angebeteter verheiratet ist. Daraufhin verlässt sie ihn.
- Koziber, Gitti und ihre Freundin zwingen Frau Kaiser, die Verbreitung von Gerüchten zu unterlassen; anderenfalls würden sie ihren Job als Wahrsagerin dem Finanzamt melden.

30. Folge – Wer hoch steigt ...
Handlung:
- Franzi zieht zu Kudrnac. Sie planen eine Kampagne gegen die korrupten Kaisermühlner Politiker und hängen einen „Offenen Brief“ auf. Plötzlich ist Franzi verschwunden.
- Trautmann „begnadigt“ Täubler, er lässt dessen Akte verschwinden, weil Täubler sich für Claudia so heldenhaft eingesetzt hat. Trautmann wird wohl auch an den Drogentod seiner eigenen 17-jährigen Tochter erinnert. Rudi möchte sich erkenntlich zeigen und verschafft Joschi einen Job als Fahrer für Bestattungen.
- Claudia kommt in die Entzugsklinik, Wilma möchte wieder einziehen, um Claudia eine funktionierende Familie bieten zu können.
- Trautmann wird ein Lehrgang zum Abteilungsinspektor angeboten, er möchte allerdings nicht daran teilnehmen.
- Sabine würde gerne Robert heiraten. Gitti versucht zu vermitteln, und tatsächlich macht Robert Sabine einen Antrag.
- Robert und Kudrnac arbeiten weiter an der Chronik über Kaisermühlen.
- Mutter Schoitl ist entsetzt über Erwins Tätigkeit als Geschäftsführer im Restaurant seiner Lebensgefährtin.

Gastrolle: Vera Russwurm als sie selbst.
31. Folge – Ein Stern wird geboren
Handlung:
- Frau Pippal, die Telefon-Gesprächspartnerin von Frau Kaiser ist 86-jährig gestorben. Erbin wird die Nichte, Christine Brantner.
- Als Gitti und Trautmann Essen gehen, treffen sie zufällig auf Gustl, der mit einer Chinesin im selben Lokal fröhlich zu Abend isst.
- Frau Kaiser bekommt einen Gewerbeschein als anerkannte Wahrsagerin.
- Mama Schoitl heiratet ihren Hofrat Gampernig, was Erwin Schoitl’s Chancen auf ein Erbe verringert.
- Franzi wird gefunden und nach Steinhof gebracht. Lena verliert seine Vormundschaft an den Bezirksvorsteher. Nach seinem Aufenthalt zieht Franzi wieder zu Kudrnac, spricht aber vorerst nicht.
- René ist seinen Job leid. Joschi Täubler will ihm aus der Misere helfen. Er hat René singen gehört, und als sein zukünftiger Manager hat er auch sofort einen Plan: Er verspricht René eine große Sängerkarriere als „Ray the Voice“. Renés erster Auftritt findet beim Begräbnis von Frau Pippal statt, findet allerdings nur bei Reini Pospischil und Frau Koziber Gefallen.
- Da er eine Bestattung verschläft, verliert Rudi Gneisser seinen Job in der Feuerhalle des Wiener Zentralfriedhofs. Das gibt ihm Zeit, sich gemeinsam mit Schoitl der Planung der Kaisermühlner Zukunft zu widmen. Sein Vorschlag, Kaisermühlen vom 22. Wiener Gemeindebezirk abzukoppeln, wird aber nicht positiv angenommen.

Gastrolle: Stefan Weber (Bandleader der Drahdiwaberl) als Drogendealer
32. Folge – Das Drittel-Millennium
Handlung:
- Kudrnac plant eine Dreihundertfünfundzwanzigjahrfeier für Kaisermühlen („Drittel-Millennium“). Die Bezirksräte sind sich ausnahmsweise einig und wollen eine Mühle zu diesem Jubiläum errichten. Bei der Feier hat René einen erfolgreichen Gesangsauftritt und interpretiert gemeinsam mit Gitti Schimek das Titellied „Kaisermühlen Blues“, das die Serie sonst in der instrumentalen Version eröffnet.
- Gneisser arbeitet in der „Zukunftswerkstätte“ des Wiener Landtages.
- Reini und Koziber treten vor den Traualtar. Als Ehefrau eines Polizisten fühlt sich Koziber nicht mehr in der Lage als Hausmeisterin zu arbeiten, sie bietet Ines ihren Posten an. Ines fühlt sich gefrotzelt und beschließt nach Tirol zu gehen, um als Kellnerin zu jobben.
- Claudia wird aus der Entzugsklinik entlassen, kaum schreitet sie durch das Tor, wird sie schon von einem Radfahrer niedergefahren. Im Spital bekommt sie Besuch von Pepi.
- Joschi Täubler hat für René eine Band, „The T(r)anz Danubiens“, organisiert.
- Erwin macht Leopoldine einen Heiratsantrag, diese erbittet sich Bedenkzeit.
- Franzi fühlt sich vernachlässigt und beginnt wieder als „Fünfer“ zu fahren.

Gastrolle: Günther Paal als Mitarbeiter in der Zukunftswerkstätte, der Regisseur Harald Sicheritz tritt als Bassist der „The T(r)anz Danubiens“ in Erscheinung.

### Staffel 5
33. Folge – Das Amulett
Handlung:
- Eine indische Familie zieht in die Wohnung der verstorbenen Frau Pippal.
- René fährt zu einem Konzert in Öd im Winkel, es floppt. Zurück in Wien wird er von einer Agentur als Wienerliedsänger unter Vertrag genommen und lässt Manager Joschi fallen.
- Reini ist nach Floridsdorf versetzt worden, sein Kollege erhält nun eine neue Partnerin (Ulla Weigerstorfer).
- Gitti wird der entzündete Blinddarm entnommen, die neue indische Mitbewohnerin schenkt ihr auf dem Weg ins Spital ein Glücksamulett.
- Irene Vesely verlässt die Peep-Show und wird Briefträgerin.
- Für Turecek und Schoitl läuten die Hochzeitsglocken, Gneisser und der Herr Bezirksvorsteher sind Trauzeugen.
- Pepi und Claudia beschließen Freunde zu bleiben.
- Gitti verdächtigt Trautmann eine Affäre mit ihrer Krankenschwester zu haben, dabei ist er rein dienstlich unterwegs.

34. Folge – Guter Hoffnung
Handlung:
- Reini quittiert den Polizistendienst und wird Privatdetektiv.
- Obwohl erst seit kurzem verheiratet, bandelt Erwin mit einer Lieferantin des Schnitzelplatzls an, während Leopoldine mit einem anderen Mann im Stundenhotel verschwindet. Gitti und Trautmann begegnen Erwin schließlich noch in der Stadt mit der Lieferantin.
- Joschi trifft eine wohlhabende, junge Witwe am Friedhof.
- René singt erstmals beim Heurigen, Gitti stimmt spontan ein Duett mit ihm an.
- Ines kehrt aus Tirol zurück, sie erzählt Trautmann, dass sie vom Bruder ihres Chefs vergewaltigt wurde.
- Robert macht Sabine nun nochmals im Prater einen Heiratsantrag.
- Sebesta verliert seine Kolumne.

35. Folge – Gottes Mühlen
Handlung:
- Ines lässt den Fötus abtreiben, zeigt den Vergewaltiger aber nicht an.
- Claudia und Pepi schmieden Zukunftspläne. Claudia interessiert sich für einen Job bei Humana. Pepi richtet es ein, dass Frau Kaiser seine neue Stiefmutter mit ihrem Liebhaber sieht und sofort Mathilde Schoitl, verehelichte Gampernig, benachrichtigt.
- Die junge Witwe, die Joschi kennengelernt hat, ist die Zahnärztin Inge Gürt und behandelt ihn. Noch am Behandlungsstuhl verabreden sich die beiden, es treffen aber verschiedene intellektuelle Welten aufeinander, so kommt Joschi in den Genuss seines ersten Burgtheaterbesuches.
- Schoitl macht den Liebhaber von Leopoldine ausfindig. Es handelt sich um einen Parteigenossen von Gneisser, Albin Stamberger.

36. Folge – Neue Verhältnisse
Handlung:
- Gitti ruft einen Kaisermühlner Frauenklub zum gegenseitigen Erfahrungsaustausch ins Leben.
- Kudrnacs Chronik über Kaisermühlen ist fertig, er sucht nun einen Verlag.
- Sebesta wird aus Steinhof entlassen.
- Trautmann verhaftet einen langgesuchten Mädchenhändler, die angebotene Beförderung lehnt er großzügig zu Gustls Gunsten ab und versucht auch noch Ines einen Job in der Polizeiverwaltung zu verschaffen.
- Claudia nimmt eine Stelle bei Humana an. Pepi heuert in Vysloczils Immobilienbüro an, sein Vater wirft ihn daraufhin aus dem Haus und Pepi sucht um Asyl bei den Gneissers an.
- Reini beschattet Erwin Schoitl und wird von dessen Liebhaberin verprügelt.
- Rudi und Wilma finden wieder zusammen.

37. Folge – Der Fremde
Handlung:
- Die Ehe Turecek-Schoitl steht auf der Kippe: Durch Beichte und Buße gereinigt, wollen die beiden einen Neuanfang versuchen.
- Ein Fremdenlegionär treibt sich in Kaisermühlen herum. Schließlich stellt sich heraus, dass der Unbekannte Gittis leiblicher Vater ist.
- Zwischen Joschi und der jungen Witwe, Inge, wird es ernst. Joschi verliert seine Stelle bei der Bestattung.
- René bekommt ein Engagement als Wienerliedsänger bei einem Heurigen in Győr.
- Der Frauenclub tagt das zweite Mal. Frau Kaiser zeigt diesen wegen Steuerhinterziehung an.

Gastrolle: Jaromír Borek – Francois Bachmann/Huber
38. Folge – Das vierte Gebot
Handlung:
- Gneisser fährt im Auftrag der Zukunftswerkstatt nach Győr.
- Sebesta wird Jugendtrainer des FC Kaisermühlen.
- Pepi kündigt bei Vysloczil, als er bemerkt, dass dieser ihn ständig ausnutzt. Vater Schoitl möchte sich mit seinem Sohn versöhnen.
- Robert und Sabine heiraten.
- Ines bekommt auf Trautmanns Vermittlung eine Stelle im Kommissariat.
- Gitti ist ihrem Vater gegenüber reserviert.

39. Folge – Wer will mich
Handlung:
- Wahlkampf in Kaisermühlen: Vysloczil hat erfolgreich das Bezirksrätewahlergebnis angefochten. Nun sind alle Parteien erneut auf Stimmenfang. Kudrnac kandidiert mit einer eigenen Liste. Als die Wahlergebnisse schließlich gezeigt werden, gibt Gittis Fernseher den Geist auf.
- Nancys Schwangerschaft hat sich als Fehlalarm erwiesen. Trotzdem möchte sie weiteren Nachwuchs bekommen, Gustl streikt jedoch.
- Claudia bewirbt sich für einen Arbeitsplatz in Afrika. Irene Vesely besucht einen Massagekurs.
- Sebesta möchte wieder zurück nach Steinhof.

Gastrolle: Günther Nenning als Wahlkäpfer für die Liste von Kudrnac.
40. Folge – Alles Walzer
Handlung:
- Sämtliche Kaisermühlner fahren zum Tanzen auf ein Donauschiff. Dort treffen Gitti und Rudi auf Hilde Hawlicek, mit der sie gemeinsam bei den Roten Falken waren. Frau Kaiser stellt ihre geschickten Tanzkünste unter Beweis.
- René kommt mit zerschundenem Gesicht aus Győr zurück. Das ungarische Heurigenlokal ist von der Mafia demoliert worden.
- Sebesta tut alles, um nach Steinhof zurückgeschickt zu werden.
- Franzi hilft einer gehbehinderten, jungen Frau, Sandra, und verliebt sich in diese.
- Joschi macht Geschäfte mit Russen.
- Ines hat ein Rendez-vous.
- Sebesta wird zurück nach Steinhof gebracht.

Gastrolle: Hilde Hawlicek als sie selbst, sie wird als alte Freundin von Gitti und Rudi dargestellt.
41. Folge – Undank ist der Welten Lohn
Handlung:
- Rudi verschafft Pepi einen Posten im Rathaus und schreibt ihn bei der SPÖ ein.
- Die Präsentation von Kudrnacs Kaisermühlner Chronik findet statt.
- Gittis Vater wird abgeschoben, da er wegen eines Einbruches verhaftet wird.
- Pepi und Claudia sollen die alte Wohnung der Henkers bekommen, doch Claudia gesteht Pepi, dass sie nach Mozambique gehen möchte.
- Trautmann droht Pipsi.
- Vesely kündigt bei der Post und bietet Hausbesuche als Masseuse an.

42. Folge – Es wär' so schön gewesen
Handlung:
- Die Henkers fliegen nach Gran Canaria.
- Claudia reist nach Mozambique.
- Vysloczil kündigt Schoitl-Turecek, da sie die Miete nicht bezahlt hat. Das Schnitzelplatzl schließt also. Schoitl wird nach dem Ende des Schnitzelplatzls von Humana angestellt.
- Trautmann besucht einen Fortbildungskurs zum Abteilungsinspektor.
- Gneisser und Schoitl lassen eine Ampel aufstellen. Diese wird jedoch an einem falschen Platz errichtet. Beide werden deshalb vom Bezirksvorsteher gerügt.
- Gneisser wird ins Wasserwerk versetzt.

Gastrolle: Wolfgang Ambros als Joschis Kartenfreund.
43. Folge – Aufsteiger
Handlung:
- Schoitl wechselt wieder seinen Beruf, er kontrolliert jetzt Pornofilme bei der katholischen Filmkommission.
- Auch Pepi hat einen neuen Arbeitsplatz beim „Sozialistischen Akademikerbund“ gefunden.
- Reini borgt sich Bezirksrat aus, um eine „Zielperson“ am Hundeabrichtplatz zu observieren.
- Ein Doppelgänger von Franzi verkehrt in Kaisermühlen.
- Vysloczil bietet René das Kaisermühlner Schutzhaus zur Pacht an.
- Trautmann wird ins Sicherheitsbüro zur Mordkommission versetzt.

44. Folge – Schlussakkord
Handlung:
- Rudi Gneisser wird auch im Wasserwerk entlassen, aber seine Partei lässt ihn auch diesmal nicht im Stich und gibt ihm eine Chance als Abgeordneter im Bundesrat. Ein großer Karrieresprung für den ehemaligen Bezirksrat.
- Auch im Leben von Erwin Schoitl tut sich einiges: Er erhält einen Professorentitel, außerdem verlässt ihn seine Ehefrau Leopoldine Turecek und tritt einen längeren Urlaub auf den Bahamas an.
- René und Lena eröffnen mit einer großen Feier das Schutzhaus.
- Gustl und Nancy erwarten ein zweites Kind.
- Joschi bekommt am Flughafen große Probleme mit zwei Beamten vom Finanzamt.

Gastrolle: Roland Neuwirth und seine Extremschrammeln

### Staffel 6
45. Folge – Die heilige Johanna
Handlung:
- In der „Junggesellenbude“ von Pepi und Erwin herrscht Chaos. Erwin überredet Putzfrau Suntil ihm auszuhelfen. Suntil trifft auf Trautmann und nimmt diesem das Versprechen ab, weder Schoitl noch jemand anderem zu erzählen, dass sie einst kriminell war.
- Joschi wird aus dem Gefängnis entlassen. Sogleich macht er sich auf den Weg zu seiner Herzensdame Inge, diese hat jedoch einen Amerikaner kennengelernt und setzt Täubler postwendend vor die Türe. Zusätzlich muss sich Joschi mit seinem Bewährungshelfer Kuchenbäcker herumärgern.
- Sabine flirtet mit einem Surflehrer.
- Nancy und Gustl bekommen eine Tochter, Leonore.
- Sebesta ist auf Kurzbesuch in Kaisermühlen.

Gastrolle: Nora Frey als Hebamme.
46. Folge – Lebenslügen
Handlung:
- Die Kaisermühlner Freiheitlichen möchten unter der Führung Hermann Vysloczils den modernen Kirchturm abreißen. Gneisser und Schoitl stemmen sich gegen die Idee, als Ausgleich werden Parkbänke in den Farben der politischen Parteien aufgestellt.
- Sabine und der Surflehrer haben eine Affäre.
- Wochenendausflug: Trautmann und Gitti besuchen Ines und ihren Freund am Plattensee. Die Unterkunft im Wohnmobil, bluthungrige Gelsen, laute Musik und der viele Alkohol sind aber nicht nach ihrem Geschmack, so dass sie verfrüht abreisen wollen. Um Ines und Hubsi nicht zu kränken, erfinden sie einen Doppelmord in Margareten, mit dessen Ermittlungen Trautmann beauftragt ist.
- Schoitl findet Gefallen an seiner Putzfrau Suntil.
- Pepi möchte ein Fernstudium an der Jelzin-Universität in Moskau beginnen.
- Gustl lässt sich von Vysloczil ein Grundstück mit Bruchbude andrehen. Er lässt sich vom windigen Politiker über den Tisch ziehen.
- Irene Vesely und Birgit brechen ihre Zelte in Kaisermühlen ab, da Irene eine Stelle als Masseurin in Loipersdorf erhält.
- Sebesta wird wegen Überbelegung als „leichter Fall“ entlassen. Zurück in Kaisermühlen sucht er eine Schlafgelegenheit.
- Joschi wird von Trickdiebin Nina beinahe übers Ohr gehauen, Reini schreitet ein.

Gastrolle: Monica Weinzettl als Trickdiebin Nina.
47. Folge – Auf krummen Linien
Handlung:
- Reini, der Privatdetektiv, soll im Auftrag von Mutter Schoitl herausfinden, wie weit die Beziehung ihres Sohnes zu der Putzfrau Suntil geht.
- Joschi kommt in Probleme mit der Polizei, doch Reini hilft ihm aus der Patsche. Daraufhin arbeitet Joschi als Hilfsdetektiv für Reini. Die beiden filmen Schoitl und Suntil inflagranti.
- Sandras Tante aus Tirol kommt und verdreht Kudrnac den Kopf.
- Gustl zeigt seiner Familie stolz das erworbene Haus und löst allgemeines Entsetzen aus.

Gastrolle: Barbara Weber als Resi Holzer (Tante von Sandra)
48. Folge – Immer diese Asiaten
Handlung:
- Rudi Gneisser wird beauftragt, koreanische Kollegen auf ihrem Besuch in Wien zu begleiten. Er organisiert eine Tour durch Kaisermühlen, wo er den Gästen stolz die dekorierte „Zehner-Stiege“ präsentiert, jedoch handelt es sich bei den zahlreichen Fähnchen um die des feindlichen Nachbarstaates Nordkorea. Erbost brechen die Asiaten den Staatsbesuch ab. Die Kaisermühlner schmausen nun in Renés und Lenas Gasthaus die vorbereiteten Roßschnitzel und lauschen den Extremschrammeln.
- Vom Storch gebissen: Sabine gesteht Gitti, dass sie schwanger ist. Allerdings kann das Baby sowohl von ihrem Mann Robert als auch aus der kurzen Beziehung zu dem – inzwischen abgereisten – Surflehrer stammen. Für Gitti ist die biologische Vaterschaft zweitrangig, sie rät Sabine, Stillschweigen zu bewahren und das Kind gemeinsam mit Robert großzuziehen.
- Kuchenbäcker vermittelt Täubler als „Schreckgespenst“ an die Geisterbahn. Ebenso hilft Joschi weiterhin Reini bei seinen Überwachungsjobs, im Zuge dessen erwischt er Frau Kaiser beim Ladendiebstahl in einer Parfümerie.
- Gustl und Trautmann erpressen Pipsi: Er soll die ehemalige chinesische Kellnerin Mei Ling, die er zur Prostitution zwingen wollte, in Ruhe lassen. Mei Lings Danksagung Gustl gegenüber fällt etwas üppig aus. Frau Kaiser verbreitet daraufhin das Gerücht, dass Gustl Nancy betrügen würde, Gittis Rettungsversuche werden von Nancy falsch gedeutet, und es kommt zum Streit.

Gastrolle: Alf Poier als Fahnenverkäufer, Roland Neuwirth und seine Extremschrammeln haben einen musikalischen Gastauftritt.
49. Folge – Der Lauschangriff
Handlung:
- Joschi ist mit seiner Arbeit in der Geisterbahn unglücklich. Er fordert Vysloczil auf, ihm das Schnitzelplatzl zu verpachten, der Politiker fordert im Gegenzug eine notariell beglaubigte Erklärung, dass sich die beiden nicht aus dem Gefängnis kennen.
- Nancy verlässt Gustl. Er wohnt jetzt in seiner baufälligen Neuerwerbung.
- Trautmann wird vom Dienst suspendiert, weil er Pipsi gesteckt haben soll, dass seine Verhaftung bevorsteht.
- Schnüfflerin Kaiser setzt jetzt auf elektronische Helfer: In einem Fachgeschäft ersteht sie Wanzen, die sie am Hauseingang der „Zehner-Stiege“ anbringt. So erfährt sie, dass Sabines Kind eventuell nicht von ihrem Ehemann stammt, prompt vertratscht sie diese Neuigkeit an Robert.
- Robert stellt Gitti wütend zur Rede. Reini, Koziber und Gitti überlegen anschließend, woher Kaiser den Inhalt ihrer Privatgespräche kennt. Schließlich entdecken sie die Wanze am Hauseingang und schmieden einen Racheplan. Kaiser denkt, dass die drei versuchen sie zu ermorden. Als sie bei der Polizei um Hilfe ansucht, wird sie wegen der illegalen Verwanzung angezeigt.
- Suntil vertraut sich Pepi an. Diese Gelegenheit nutzt Pepi, um ihr zu gestehen, dass sein Doktortitel von der Jelzin-Universität nur erkauft ist.
- Claudia sendet Fotos aus Mozambique.
- Sebesta stemmt die Straße mit Gustls Kompressor auf, um wieder nach Steinhof eingewiesen zu werden.

Gastrolle: Klaus Rott als Oberst der Kriminalpolizei, Peter Lodynski als Kriminalbeamter.
50. Folge – Tiroler Gröstl
Handlung:
- Franzi ist über Sandras Abreise unglücklich und igelt sich zuhause ein. Koziber schlägt vor, dass „der Fünfer“ Sandra doch in Tirol besuchen soll. Kudrnac begleitet ihn, um Sandras Tante wiederzusehen.
- Sebesta wird aus Steinhof ausgewiesen, da er des Simulierens beschuldigt wird.
- Gitti redet Nancy ins Gewissen.
- Trautmann ertränkt seinen Kummer über das Disziplinarverfahren in Alkohol. Schließlich erhält er einen anonymen Anruf, dass der „Maulwurf“ in der Abteilung Kaltenegger sein soll.
- Gneisser ersteht einen Dienstwagen, dieser wird bald abgeschleppt.
- Ines ist in ihrer Beziehung unglücklich.
- Robert entschuldigt sich bei Gitti.
- Schoitl erfährt, dass seine Ehe mit Turecek ungültig war, weil die mitwirkende Standesbeamtin keine Befugnis zur Eheschließung hatte.
- Claudia kommt aus Mozambique zurück und hat einen kleinen Buben dabei, Maurice.
- Joschi versucht sich in der Vermietung von „Surffahrrädern“ an der Alten Donau.

51. Folge – Der schwarze Engel
Handlung:
- Claudia möchte den vierjährigen Maurice adoptieren, vor österreichischen Behörden ist dies aber nicht möglich, da sie unverheiratet ist. Verzweifelt bittet Claudia Pepi um eine erneute Heirat, dieser lehnt ab. Ihre letzte Hoffnung sind Lena und René. Doch diese haben zwei Probleme: die bürokratischen Hindernisse und Franzis Eifersucht.
- Joschis Geschäft läuft schlecht. Reini bittet ihn wieder um Hilfe, er spielt den Lockvogel bei einer Beschattungsaktion. Die Sache geht jedoch schief.
- Trautmanns Disziplinarverfahren wird eingestellt, er bittet wegen des – jetzt erlangten – „schlechten Rufes“ um Versetzung.
- Mutter Schoitl und Johanna Suntil sind mit Erwins Tätigkeit in der katholischen Filmkommission nicht mehr einverstanden.
- Nancy möchte Gustl zu einer Paartherapie überreden, der Preis ist aber abschreckend hoch.

Gastrolle: Hubert Kramar als Eheberater
52. Folge – Missverständnisse
Handlung:
- Die Gstettners adoptieren nun Maurice. Frau Kaiser zeigt sie beim Jugendamt an, Trautmann kann mit Hilfe von Gitti und Robert Henker die Situation aber klären.
- Erwin Schoitl wird in der katholischen Filmkommission aufgefordert seine „unordentlichen“ Verhältnisse zuhause zu ändern. Im Wirtshaus wettert er angetrunken gegen seine Arbeitgeber und die gesamte katholische Kirche, ein Journalist schnappt seine Hasstiraden auf und publiziert diese. Schoitl leugnet daraufhin, wird aber trotzdem gekündigt.
- Gneisser „borgt“ sich von Schoitl alte Pornos der Filmkommission aus, Wilma erwischt ihn und setzt ihn mitten in der Nacht vor die Tür.
- Claudia kehrt nach Afrika zurück.
- Joschis neueste Geschäftsidee ist eine Automatenhalle. Diesmal wirbt er Reini als Partner an.
- Pepis erschwindelter Doktortitel wird entdeckt, er muss seinen Posten aufgeben.

53. Folge – Provokationen
Handlung:
- Koch Hassan kündigt bei den Gstettners und schlägt gleich seine Nachfolgerin, Milanka, vor.
- Erwin Schoitl ist wegen seiner Kündigung niedergeschlagen.
- Koziber glaubt, dass im Hof des Gemeindebaus mit Drogen gedealt wird. Trautmann erwischt schließlich den jungen Suchtmittelhändler.
- Pepi fehlt eine Bestätigung von der Universität, damit sein erkaufter Doktor anerkannt wird. Im Amt trifft er zufällig Ines, die dort arbeitet. Sie hilft ihm und beide kommen sich auch privat näher. Ines wird jedoch erwischt und erhält eine Standpauke, mit Pepi macht sie sofort wieder Schluss.
- Suntil bittet Trautmann um Hilfe. Sie braucht ein einwandfreies Leumundszeugnis, um als Raumpflegerin in der Bank arbeiten zu können. Trautmann beruhigt sie, ihre Verfehlungen seien längst getilgt.
- Rudis Sekretärin Olga möchte ihn verführen, als er sich weigert, dreht sie den Spieß um und verbreitet das Gerücht, dass er sie sexuell belästigt hat. Zwischen Wilma und Rudi herrscht auf Grund dieses Vorfalles Eiszeit, zu allem Überfluss verliert Gneisser auch noch seinen Sitz im Bundesrat.
- Trautmann macht Gitti einen Heiratsantrag, Gitti lehnt dies unter dem Hinweis, sie sei „eh“ schon seine Frau, ab. Gemeinsam greifen sie Gustl und Nancy mit einer Geldspende unter die Arme.

54. Folge – Die Liebe höret nimmer auf
Handlung:
- Gneisser und Schoitl treffen einander beruflich wieder, beide werden Direktoren des Kaisermühlner Bezirksmuseums.
- Gustl und Nancy laden zur „Housewarming-Party“.
- Joschi wird von Vysloczil gekündigt, letzterer wird von Rowdys, die eigentlich Joschi verprügeln wollten, selbst angegriffen.
- Kudrnac reist wieder nach Tirol, um Resi zu sehen, Franzi fürchtet, dass er dorthin auswandern möchte.
- Frau Kaiser zeichnet seit neuestem mit einer Videokamera auf.
- Kuchenbäcker heiratet Christine Brantner, Täubler wird Trauzeuge. Er möchte das Paar auch zur Hochzeitsreise nach Venedig kutschieren, doch schon bei St. Pölten bleibt sein Chevy liegen.
- Trautmann und Gitti machen mit den Henkers einen Ausflug in den Prater, dort treffen sie Hassan, der jetzt eine eigene „Schnitzelbude“ hat, ebenso läuft ihnen Sebesta über den Weg, der Joschis Posten als „Geisterbahn-Tod“ übernommen hat.

Gastrolle: Nina Proll als Cousine von Kuchenbäcker.
90 min. Serienspezial: Das Jahrtausendbaby
Handlung:
- Weihnachten 1999 steht vor der Tür: Kudrnac und Resi feiern zusammen in der „Zehnerstiege“. Gitti und Trautmann bescheren mit Ines, Gustl, Nancy und den Kindern. Als die familiäre Feier zu Ende ist, stehen Reini und Koziber vor der Tür.
- Gneisser besucht Schoitl am Nachmittag des 24. Dezember zuhause, noch vor der Bescherung sind die beiden betrunken. Rudi versäumt deshalb das familiäre Weihnachtsessen und Wilma ist stocksauer, Claudia kann mit einem Anruf aus Mozambique die Situation kitten.
- Pepi beglückt die gesamte Familie mit Aktien. Vor der Mitternachtsmette trifft er Ines, die beiden verbringen ein „Schäferstündchen“ und werden vor den zurückkehrenden Schoitls erwischt.
- Kuchenbäcker, verehelichter Brantner, renoviert die Wirtsstube seiner Angetrauten. Seine Eltern reisen für den Heiligen Abend an. Ehekrach ist vorprogrammiert.
- Joschi und Michaela verbringen Weihnachten in Afrika, sie geben sich als Reisebüromitarbeiter aus. Dort werden Joschis „Entertainer-Qualitäten“ entdeckt und er wird als Animateur engagiert.
- Sebesta gibt in Steinhof den Weihnachtsmann, er wird jedoch erkannt und hinausgeworfen.
- Am Christtag setzen bei Sabine Henker die Wehen ein. Es war jedoch „falscher Alarm“ und sie wird jedoch vorzeitig entlassen. Ein Reifenplatzer am 31. Dezember löst aber dann doch die Geburt aus, Trautmann, der dienstlich unterwegs ist, ist gleich zur Stelle. Um Punkt Mitternacht kommt Rosanna zur Welt, sie ist das europäische „Neujahrsbaby“.
- Trautmann hilft der Prostituierten Helli, wieder einmal hat Pipsi seine Finger im Spiel. Aus Dank wird Trautmann von Helli und ihren Kolleginnen mit einer Party überrascht.
- Mutter Schoitl kehrt zum Jahreswechsel in eine ruhige Pension ein, Hassan überrascht sie mit einem abendlichen Menü.
- Das neue Jahrhundert wird von den Kaisermühlenern im Schutzhaus begossen, René gibt selbstgeschriebene Lieder zum Besten.

Gastrolle: Erwin Strahl als Kuchenbäckers Vater, Christian Schmidt als Joschis neuer Chef.

### Staffel 7
55. Folge – Zarte Bande
Handlung:
- Koziber wird Taufpatin vom „Neujahrsbaby“ Rosanna Henker.
- Gitti ist auf der Suche nach einer Mitarbeiterin in der Trafik, Sabine ist im Mutterschutz und Koziber, die ihr ausgeholfen hat, ist überfordert. Sie macht Johanna Suntil ein Angebot, die freudestrahlend annimmt.
- Auch Gneisser und Schoitl suchen eine Historikerin für das Bezirksmuseum, beim Vorstellungsgespräch erliegen sie den Reizen einer hübschen, jungen Frau.
- Reini hat einen Auftrag im Prater, er untersucht das Verschwinden von Pferdemist. Nachdem er den Dieb geschnappt hat, beginnt er ein Verhältnis mit seiner Auftraggeberin. Doch ihn plagt das schlechte Gewissen. Koziber schöpft schließlich Verdacht, welcher ihr von Franzi bestätigt wird.
- Joschi blüht als Animateur im Hotel auf. Michaela kommt ihn besuchen und möchte ihn zurück nach Wien-Donaustadt lotsen.
- René bekommt ein Angebot auf einem Kreuzfahrtschiff als Big-Band-Sänger zu arbeiten, Trautmann erinnert ihn an seine Verantwortung seiner Familie gegenüber. Doch René reist heimlich ab, die am Boden zerstörte Lena sucht Trost und Rat bei Gitti.
- Kuchenbäckers neuer Klient Xandi Berghofer taucht in Kaisermühlen auf.
- Kudrnac kehrt aus Tirol zurück, aus der Beziehung mit Resi ist nichts geworden.
- Pepi träumt von einem eigenen Computergeschäft.
- Gustl gibt das Geld mit beiden Händen aus, Nancy ist sauer und Trautmann und Gitti machen sich Sorgen.

Gastrolle: Therese Lohner als Historikerin Monika Grabowski, Wolfgang Pissecker als Personalchef und Peter Traxler als Dieb im Prater.
56. Folge – Es tut sich was
Handlung:
- Koziber jagt den untreuen Reini fort.
- Gneisser und Schoitl haben wie sooft eine Idee: Eine Schiffmühlenausstellung im Bezirksmuseum soll Besucher anlocken. Der Stadtschulratspräsident ist begeistert.
- Rudi und Wilma sind über die Rückkehr ihrer Tochter begeistert. Die Freude währt aber nur kurz, noch am Bahnhof werden Claudia und ihr Begleiter, der Tiroler Lukas, wegen des Verdachts des Drogenschmuggels festgenommen. Die Vorwürfe stellen sich aber als haltlos heraus.
- Ines hat Neuigkeiten für Gitti: Sie erwartet ein Kind von Pepi.
- Gustl und Nancy erfahren, dass Vysloczil ein Betrüger ist. Das Grundstück, das sie erstanden haben, hat diesem nie gehört. Gustl ist fuchsteufelswild, er muss das Grundstück samt Haus um 2,2 Millionen Schilling zurückkaufen. Pipsi wittert seine Chance, Trautmann und seiner Sippe eins auszuwischen.
- Gegen Vysloczil wird ein Betrugsverfahren eröffnet, er wird aber schließlich wegen drohender Haftunfähigkeit auf freiem Fuß angezeigt.
- Rosa „Roserl“ Naderer, die Ehefrau des Herrn Naderer (Ernst Hinterberger), ist verstorben.
- Sebesta bekommt Hausverbot in Steinhof.
- Kuchenbäcker ist verzweifelt auf der Suche nach einem Job für Xandi.

Gastrolle: Therese Lohner als Historikerin Monika Grabowski, Viktor Gernot als Chef von „Immobilien Holzer“, Kurt Scholz als er selbst.
57. Folge – Die Quereinsteigerin
Handlung:
- Gneisser bekommt vom Stadtschulratspräsidenten einen Orden verliehen.
- Außerdem tritt Gneisser freiwillig zurück, da er glaubt, Bezirksvorsteherstellvertreter zu werden, in Wahrheit nutzt der Bezirksvorsteher nur die Gunst der Stunde und „entledigt“ sich des ungeschickten Rudis, da dieser im Zuge der Verleihung bemerkt, dass ihn seine erfolgreiche Arbeit im Bezirksmuseum und sein Mandat als Bezirksrat überlasten. Der Bezirksvorsteher bittet Gitti, den freigewordenen Sitz im Bezirksrat zu belegen, da sie in Donaustadt bekannt und beliebt ist. Nach kurzem Zögern akzeptiert Gitti.
- Hermann Vysloczil flieht nach Casablanca.
- Pipsi inszeniert einen Unfall, um Gustl über seine finanzielle Situation auszufragen. Tatsächlich beißt der verzweifelte Gustl an und bietet an gegen Geld als „Maulwurf“ für Pipsi zu arbeiten.
- Auch der Pachtvertrag zwischen Vysloczil und den Gstettners war ungültig. Immobilienmakler Holzer bietet Lena an weiterhin Pächterin zu bleiben, allerdings zu verteuerten Konditionen.
- Frau Kaiser trifft Reini und seine neue Lebensgefährtin im Prater. Diese verliert einige böse Worte über Koziber, die Kaiser natürlich prompt an diese weitergibt.
- Pepi und Ines eröffnen der Familie Schoitl, dass sie ein Kind erwarten sowie ein Geschäft gründen wollen. Johanna will ihnen finanziell unter die Arme greifen.
- In ihrer neuen Funktion als Bezirksrätin interveniert Gitti bei Holzer. Holzer möchte aber eine Gegenleistung.
- Über den Verlust seines Sitzes im Bezirksrat wütend, stürzt sich Gneisser voller Elan in seine Museumsarbeit. Er verhandelt mit dem Aktionskünstler Hermann Nitsch. Wilma ist dagegen.
- Xandi betrügt beim Kartenspiel, die Serviererin in der Gaststube ist aufmerksam und verlangt einen Teil des Gewinns.

Gastrolle: Therese Lohner als Historikerin Monika Grabowski, Hermann Nitsch als er selbst, Kurt Scholz als er selbst, Sabine Petzl als Serviererin und Beatrice Frey als Bootsverleiherin.
58. Folge – Die Wallfahrt
Handlung:
- Wallfahrt in Kaisermühlen: Mutter Schoitl, Ines Schimek, Johanna Suntil und Schnüfflerin Kaiser reisen nach St. Koloman. Nach einem technischen Gebrechen des Busses müssen die Damen in Notbetten übernachten. Bei der Abreise mit dem notdürftig reparierten Bus wird die keifende Kaiser zurückgelassen, darauf wird in der Jausenstation kräftig angestoßen und die Damen erreichen recht betrunken Wien.
- Reini bekommt einen Sportwagen als Liebespfand von seiner Praterbekanntschaft geschenkt.
- Gittis Vermittlungen bei Holzer haben gefruchtet: Lena bekommt für das Schutzhaus einen fairen Pachtvertrag angeboten. Im Gegenzug erwartet Holzer nun von Gitti, dass sie für ihn im Bezirksrat stets ein gutes Wort einlegt, Gitti sagt zu, allerdings nur unter der Bedingung, dass „sie hinter der Sache stehen kann“.
- Nancy bemüht sich um eine geringfügige Anstellung bei einem Juwelier.
- Sebesta will als Mitarbeiter der Müllabfuhr verkleidet in Steinhof einschleichen, der Versuch geht schief.
- Ines gesteht Johanna, dass sie doch kein Kind erwartet.
- Gneisser ist verzweifelt auf der Suche nach einer passenden Assistentin für die Kunstperformance des Malers Nitsch.
- Xandi versucht den Bewohnern der „Zehnerstiege“ „Asteroiden-Versicherungen“ anzudrehen, Kuchenbäcker holt bei Trautmann am Kommissariat die Kohlen aus dem Feuer.

Gastrollen: Therese Lohner als Historikerin Monika Grabowski, Klaus Händl als Priester, Alexander Lhotzky als Busfahrer und Felix Dvorak als Juwelier
59. Folge – Gewalt im Gemeindebau
Handlung:
- Karoline Haydn zieht in den Schüttauhof. Auch sie ist eine leidenschaftliche Beobachterin und macht Frau Kaiser Konkurrenz. Es kommt zum „Hahnenkampf“ zwischen den beiden Damen im Stiegenhaus.
- Johanna Suntil wird von ihrer Vergangenheit eingeholt: Ein Kunde in der Trafik erkennt sie und beginnt sie zu erpressen. Trautmann schreitet ein.
- Das Museum ist gähnend leer: Gneisser will Kaisermühlen zum Weltkulturerbe erklären, um Besucher anzulocken.
- Reini versucht sich bei Koziber zu entschuldigen.
- Lena braucht Hilfe im Kaisermühlner Schutzhaus. Hassan wird Teilhaber.
- Mutter Schoitl übergibt Pepi ein Erbstück, damit er endlich sein Computergeschäft eröffnen kann.
- Nancys Chef möchte sie aufheitern und bietet ihr an, zu verkaufenden Schmuck auch privat zu tragen, um sich für ihren Mann hübsch zu machen. Gustl beobachtet Nancys Danksagungen, ist eifersüchtig und droht mit Scheidung.

60. Folge – Schatten
Handlung:
- Im Kommissariat herrscht dicke Luft: Die Aufklärungsquote ist deutlich gesunken. Trautmann bekommt von der ehemaligen Prostituierten Helli gesteckt, dass Gustl mit Pipsi eine Abmachung getroffen hat.
- Trautmann erwischt Gustl mit Pipsi und zwingt ihn dazu, sich zur Verkehrsstreife zu melden.
- Franzis Geburtstagsfeier findet statt: Gitti und Lena mieten eine alte Straßenbahn und kutschieren als „5er“ durch Kaisermühlen.
- Erwin Schoitl lässt Mutter Schoitls Ring schätzen. 600.000 Schilling bekommen sie für den Verkauf. Zerknirscht müssen Pepi und Ines Mutter Schoitl schließlich gestehen, dass Ines doch kein Kind erwartet, diese ist über diese Nachricht erfreut.
- Rudi beschließt sich die Kunst für das Museum selbst zu schaffen, dabei verwüstet er die Gemeindebauwohnung.
- Gitti setzt sich, ihre Abmachung gemäß, für Makler Holzers Seewirtshaus ein.
- Rosanna ist dem Surflehrer wie aus dem Gesicht geschnitten, behauptet zumindest Koziber.
- Gustl dreht durch: Er zündet sein selbstgebautes Haus an. Trautmann und Gitti sind rasch am Tatort und können die anrückende Polizei besänftigen.
- Kudrnac und Frau Haydn kommen sich näher.

Gastrolle: Heinz Werner Schimanko als Türsteher, Isabella Gregor als Ludmilla und Louie Austen als Polizist.
61. Folge – Neue Perspektiven
Handlung:
- Pepi und Ines eröffnen den Computershop. Fast ganz Kaisermühlen deckt sich nun mit den neumodischen Geräten ein.
- Xandi dreht Johanna Zigaretten vom Schwarzmarkt für die Trafik an. Gitti kommt dahinter und will mit der Sache nichts zu tun haben. Nun sitzen Schoitl und Suntil auf Bergen von Tabakwaren.
- Sebesta hat Xandis alte Freundin, Ludmilla, „aufgerissen“.
- Reinis Freundin, die Praterunternehmerin, kommt bei einem Zusammenstoß mit der Liliputbahn mitten im Vergnügungspark ums Leben. Sie vererbt ihm sämtliche Betriebe und all ihr Vermögen. Reini möchte sich nun, als gemachter Mann, mit Koziber wieder versöhnen. Gitti erzählt Koziber von den neu erworbenen Reichtümern, daraufhin nimmt die Hausmeisterin ihren treulosen Ehemann zurück.
- Der Surflehrer taucht wieder auf und trifft auf Sabine. Sabine fasst allen Mut zusammen und fragt ihn, ob er zeugungsfähig ist, der Surflehrer verneint. Robert verliert unterdessen in der Schule die Nerven und ohrfeigt einen Schüler, der behauptet, er sei nicht der leibliche Vater seiner Tochter. Daraufhin wird er suspendiert. Schließlich gesteht Sabine ihrem Mann die Affäre und es kommt zur Versöhnung.
- Göls wirft Nancy hinaus, da er sie des Diebstahls verdächtigt. Der Schuldige ist aber Xandi.

Gastrolle: Isabella Gregor als Ludmilla
62. Folge – Venedig in Wien
Handlung:
- Robert Henker hilft seit seiner Suspendierung im Computergeschäft aus.
- Mathilde Schoitl finanziert ihrem Enkel ein Auto für sein Unternehmen. Es kommt zu einem Unfall mit dem neuen Lieferwagen und Wilma Gneisser, die Rudis „Dienstauto“ navigiert.
- Kaum Unternehmer geworden, müssen sich Reini und Koziber schon mit den Schutzgelderpressungen des Steuerberaters herumschlagen. Sie engagieren daraufhin einen Klienten Kuchenbäckers als Bodyguard.
- Kudrnac führt Frau Haydn vor den Traualtar.
- Joschi Täubler wird zum Chef der Animation befördert.
- Sebestas Freund aus Steinhof wird Kassierer in der Geisterbahn, versagt aber dort aufgrund seiner Platzangst.
- Xandi stiehlt Kaiser die Geldbörse, diese verdächtigt aber Kuchenbäcker.
- Um den italienischen Kulturminister zu beeindrucken, planen Gneisser und Schoitl eine Art venezianische Parade auf der Alten Donau. Die Extremschrammeln spielen auf einem der Schiffe.

Gastrolle: Bernhard Ludwig als er selbst, Roland Neuwirth und seine Extremschrammeln, Christian Schmidt als Joschis Chef und Marcus Strahl als Autoverkäufer.
63. Folge – Wenn einer eine Reise tut
Handlung:
- Reini, Koziber, Trautmann und Gitti planen eine Reise. Reini entdeckt, dass Joschi als Animateur im Magic-Life-Club arbeitet und bucht eine Reise nach Tunesien, um ihn wiederzusehen.
- Zufällig trifft die Reisegemeinschaft auf den verkleideten Vysloczil. Nach einer wilden Verfolgungsjagd stellen Joschi, Trautmann und Reini den Flüchtigen.
- Für Gneisser und Schoitl gibt es wieder einmal Ärger vom Bezirksvorsteher: Nach der erfolgreichen Schifffahrt haben die beiden etwas zu lange gefeiert und betrunken ein Boot versenkt.
- Darüber hinaus gibt Rudi Franzi, der jetzt als Bote im Bezirksamt arbeitet, eine wichtige Liste für den Bezirksvorsteher. Diese gelangt aber zu den Kaisermühlner Freiheitlichen. Gneisser ist bei der Partei unten durch.
- Roberts Suspendierung wird aufgehoben.
- Frau Kaiser bietet selbsterstellte Horoskope feil.

64. Folge – Kaisermühlen wird immer sein
Handlung:
- Der Schüttauhof feiert sein 75-jähriges Bestehen. Gitti plant ein großes Fest, der Bezirksvorsteher will aber nur Geld herausrücken, wenn Gitti ihm hilft. Diese kann es aber nicht mit ihrem Gewissen vereinbaren, zuzustimmen, dass das Kaiserwasser in Bauland umgewandelt wird. Auch Holzer versucht Gitti zu bestechen, Gitti nimmt ihn auf Band auf und beginnt ihn zu erpressen, Holzer zahlt das Feuerwerk des Hoffestes als „Schweigegeld“. Trotzdem legt Gitti ihr Mandat im Bezirksrat zu Gunsten Gneissers zurück.
- Kozibers Nachfolge als Hausbesorger tritt das jugoslawische Ehepaar Mičič an.
- Sebestas Freund wird wieder von der Kassa der Geisterbahn zurück nach Steinhof gebracht. Sebesta tritt in Hungerstreik, um auch zurück in die Nervenheilanstalt zu kommen.
- Claudia hat Freund Lukas in Afrika „geheiratet“, die standesamtliche Trauung soll aber in Kaisermühlen stattfinden.
- Auch Joschi ist auf Heimaturlaub.
- Die Alkoholikerin, welche Stammgast in Frau Brantners Lokal ist, ist erblindet.
- Xandi wird beim Einbruch ins Juweliergeschäft von Göls erwischt. Überraschenderweise verzichtet Göls aber auf eine Anzeige und fordert Xandi auf, die versicherten Schmuckstücke zu stehlen.
- Kaiser verlässt mit Hund Wasti den Gemeindebau Richtung Wien-Hietzing.
- Abschließend findet der große Festakt im Hof der „Zehner-Stiege“ statt: Gneisser verliest ein selbstgeschriebenes Gedicht, das mit den Worten „Mögen zerfallen Erd' und Stein, Kaisermühlen wird immer sein!“ endet, Franzi zündet verfrüht das Feuerwerk.
- Auch bei den Gstettners gibt es ein Happy End: René kehrt nach Wien-Donaustadt zurück und verkündet, von der „weiten Welt“ „die Schnauze voll zu haben“.
- Im Nachspann erfährt man, dass Vysloczil zu 6 Jahren verurteilt wurde und sich eine Gefängniszelle mit Pipsi teilt. Reini und Kozibers Geschäfte im Prater laufen großartig. Sebesta hat sich als Gärtner verkleidet nach Steinhof geschlichen. Joschi und Kuchenbäcker fliegen in die Türkei. Ines ist hochschwanger. Lukas und Claudia feiern Hochzeit. Gustl und Nancy haben den Traum vom Haus aufgegeben. Schoitl und Gneisser neuestes Projekt ist eine Dessous-Show im Bezirksmuseum. Herr Naderer schreibt ein Buch.

Gastrolle: Karl Künstler als Pyrotechniker.

## Charakterisierung der Hauptfiguren
Gitti Schimek
Sie ist sowohl in der Romanvorlage als auch in der Serie der Dreh- und Angelpunkt der Handlung.
Gitti ist eine lebenslustige Frau, anfangs der Serie ist sie Ende 40. Über ihren familiären Hintergrund wird nicht viel erzählt, offensichtlich stammt sie aus einer Arbeiterfamilie und ist schon seit langer Zeit im Gemeindebau zu Hause. In Folge 37 lernt sie ihren angeblichen Vater kennen, einen Soldaten, der in der französischen Fremdenlegion tätig war.
Gitti wird am Beginn der Handlung gekündigt und schlägt sich dann mit einigen Jobs durch, bis sie für die gesamte Seriendauer eine Trafik übernimmt. Sie ist sehr couragiert und sagt stets ihre Meinung ohne dabei ausfällig zu werden. Gerne setzt sich Gitti für Schwächere ein, mehrmals wird angedeutet, dass Gitti Sozialdemokratin ist. Jedoch ist die resolute Dame keineswegs „obrigkeitshörig“ und bildet sich stets eine eigene Meinung. In einer Folge wird erwähnt, dass sie mit einer bekannten SPÖ-Politikerin bei den roten Falken war. Sie ist willensstark, ehrlich und nicht auf den Mund gefallen, rutscht jedoch nie ins Vulgäre ab, wie andere Seriencharaktere.
Gitti hat zwei Kinder: Sohn Gustl und Tochter Ines. Anfangs leben beide noch bei ihr, über ihren Vater wird fast nichts erzählt. In Folge 4 sagt Kaiser beiläufig, dass Gitti Schimek „der Mann weggelaufen sei.“ Auch Hausmeisterin Turecek erwähnt, dass Gitti ihre Kinder „alleine durchgebracht hat“ (Folge 18). Gustl bemerkt, dass er „nie einen richtigen Vater gehabt hat“.
Die etwas rundliche Gitti ist wegen ihrer fröhlichen Lebensart, ihren blonden Haaren und blauen Augen bei Männern begehrt. Im Laufe der Serie machen ihr einige Herren Avancen. Die Trafikantin sucht jedoch einen Mann, der es ernst mit ihr meint. Zunächst ist Gitti mit dem dunkelhäutigen Chauffeur Josephus liiert. Obwohl sie einigen Fremdenfeindlichkeiten ausgesetzt ist, steht sie zu ihrer Beziehung. Später erobert Trautmann ihr Herz. Gitti wird von vielen Personen um Rat gefragt oder um Hilfe gebeten. Großzügig versucht sie stets diese zu unterstützen. Rassismus und spießige Kleinkariertheit machen sie wütend, mehrmals protestiert Gitti Schimek lautstark gegen Ungerechtigkeiten. Ihre besten Freundinnen sind die Koziber und Sabine, mit der sie ein beinahe mütterliches Verhältnis verbindet.
Wie auch ihre Darstellerin Marianne Mendt singt Gitti Schimek leidenschaftlich gerne. Der Kaisermühlenblues, das Lied, welches die Serie instrumental eröffnet, wird von ihr in einigen Folgen gesungen
August „Gustl“ Schimek
Gustl ist Gitti Schimeks Sohn. Am Beginn der Serie ist er als Streifenpolizist tätig, später wechselt er zur Kriminalpolizei. Gustl ist mit Leib und Seele Staatsbeamter, in fast jedem Dialog macht er seine Tätigkeit zum Thema. Genauso oft schimpft er aber über „den Verein“. Er ist etwas jähzornig und vorlaut, in der Serie erleidet er aufgrund seines frechen Mundwerkes einige Nachteile. Gustl verkörpert das Abbild eines wienerischen Vorstadtproleten: Aufbrausend, vulgär, etwas fremdenfeindlich, pessimistisch, obrigkeitshörig und machohaft.
Gustl heiratet in der ersten Staffel die Kellnerin Nancy. Sie bekommen kurz darauf einen Sohn August jr. („Gusti“) und danach eine Tochter, Leonore.
Gustl ist sehr ehrgeizig und möchte sein berufliches und privates Leben immer verbessern. So nimmt er beispielsweise den Bau eines Hauses in Angriff. Oft zankt Gustl mit seiner Schwester Ines und bekommt von Mutter Gitti den Kopf gewaschen, wenn er sich wieder einmal als Herr im Haus aufspielt. Gustls Unternehmungen gehen oft schief, so muss er sein Hausprojekt am Ende der Serie als gescheitert begraben.
Ines Schimek
Ines ist Gittis zweites Kind und einzige Tochter. In Folge 35 ist sie 25 Jahre alt. Ines ist eine hübsche und lebenslustige junge Frau. Sie verliebt sich rasch und glaubt immer, dass der momentan Verehrte der Mann ihres Lebens ist. Mehrmals hat sie konkrete Heiratspläne, zu ihren Verflossenen zählen u. a. Burschi, Vysloczil und Abdul, ein Medizinstudent aus Ägypten.
Genauso wie in ihren Beziehungen führt Ines auch im Job ein unstetes Leben. Oft wechselt sie den Arbeitsplatz und zieht bei Gitti ein und aus. Zu Gittis Lebensgefährten Trautmann baut sie ein besonderes Vertrauensverhältnis auf. In Folge 35 wird Ines in Tirol vergewaltigt und lässt das Baby daraufhin abtreiben. Letztendlich ist sie mit Pepi Schoitl liiert und erwartet am Ende der Serie ein Baby von ihm.
Trautmann
Trautmann ist Kriminalinspektor und tritt in Folge 17 erstmals in Erscheinung. Er wird bald darauf Gittis Lebensgefährte. Über seine Vergangenheit ist nur bekannt, dass er verheiratet war und eine Tochter hatte. Seine Ehe scheiterte an der Arbeitsbelastung und seine Tochter, Ilse, starb mit 17 Jahren an einer Überdosis Heroin. Trautmann leidet deswegen unter starken Gewissensbissen, da er dies nicht verhindern konnte. In Folge 46 wird erstmals erzählt, dass Trautmann gelernter Zimmermann ist.
Trautmann ist das uneheliche Kind eines englischen Besatzungssoldaten namens Weaver und schämt sich seines Vornamens „Polycarp“. In der Serie lässt er sich daher nur mit seinem Nachnamen ansprechen. Er ist ein ruhiger, souveräner Polizist, der seine Arbeit gewissenhaft verfolgt und sich aber um Vorschriften nicht kümmert, wenn menschliches Fingerspitzengefühl gefragt ist.
Zunächst arbeitet Trautmann in Kaisermühlen, wird aber bald in den 20. Wiener Gemeindebezirk versetzt und ist somit Gustls Vorgesetzter. Trautmann unterstützt Gustl und Ines, wo er kann. Er wird zu einer Vaterfigur für die beiden, ohne dies zu beanspruchen. Er ist starker Raucher und wird oft beim Zigarettendrehen gefilmt. Mehrmals werden auch Sympathien für die Sozialdemokratische Partei Österreichs angedeutet.
Die Figur des Trautmann wurde für eine weitere Serie gewonnen. Nach dem Ende des Kaisermühlenblues wurden von 2000 bis 2008 zehn 90-minütige Folgen der Serie Trautmann gedreht, in denen Trautmann Fälle, die meistens in der Wiener Unterwelt stattfinden, löst. In einer Trautmann-Folge wird erzählt, dass sich Gitti von Trautmann trennt, da dieser in seinem Beruf zu stark beansprucht wird. Daraufhin zieht Trautmann wieder in seine alte Wohnung und lässt sich in die Leopoldstadt (Polizeikommissariat 2, ugs. Koat 2) versetzen. Trautmann wird dort Abteilungsinspektor für die neu geschaffene Gruppe 4. Die gesamte Serie spielt insbesondere im Viertel um den Karmelitermarkt. Andere Figuren (außer die Figur des King Kong, der in Kaisermühlen Blues eine Nebenfigur war) aus dem Kaisermühlenblues kommen darin nicht mehr vor.
Rudi Gneisser
Gneisser ist der sozialistische Gegenpart zu seinem Gegenüber, dem Bezirksrat Schoitl. Er ist mit Wilma verheiratet und hat eine Tochter namens Claudia. Auch in Gneisser verarbeitet Hinterberger das Klischee eines wienerischen Bezirkspolitikers: Gneisser ist sehr engagiert, seine Ideen scheitern jedoch meistens an fehlender Realitätsnähe.
Der Politiker geht während der Serie verschiedenen Arbeiten nach, wobei er sich immer gleich „blöd“ anstellt und diese Posten wieder verliert. Hinterberger kritisiert hier den österreichischen Postenschacher, denn Gneisser wird stets von Parteikollegen in verschiedene Stellen in der österreichischen Verwaltung gebracht.
Gneisser ist dem weiblichen Geschlecht sehr zugetan und auch Wilma betrügt ihren Gatten.
Der Wiener ist schusselig und verwechselt oft Wichtiges. In der Serie tritt er fast immer an der Seite seines Pendants Schoitl auf. Auch hier karikiert Ernst Hinterberger die Zusammenarbeit der österreichischen Altparteien ÖVP und SPÖ. Gneisser und Schoitl arbeiten einige Male zusammen, „Ideen“ für den Bezirk hecken sie auch gemeinsam aus. Von der Parteiführung gibt es für ihre seltsamen Bemühungen und Skandale häufig „eins auf die Mütze“. Gneisser treibt es so weit, dass er schließlich sein Mandat als Bezirksrat verliert. Gitti Schimek, die an seiner Stelle den Platz übernahm, legt ihr Mandat schließlich zugunsten des SPÖ-Politikers zurück.
Erwin Schoitl
Schoitl ist ÖVP-Bezirksrat für die Donaustadt und lebt nicht im Gemeindebau in der Schüttaustraße. Er hat ein Blockhaus mit Garten, wo er anfangs mit seiner deutschen Ehefrau Renate, später dann mit Leopoldine Turecek und zuletzt mit Johanna Suntil sowie seinem aus einer früheren Ehe stammenden Sohn Josef Pepi wohnt. Schoitl besitzt ein Geschäft für Lederwaren, das er aber bald aufgeben muss, danach geht er verschiedenen Tätigkeiten nach. Wie schon bei Bezirksrat Gneisser, bekommt Schoitl Posten von seinen Parteikollegen zugeschanzt. Ebenso wie Gneisser stellt er sich dabei so ungeschickt an, dass er diese nach kurzer Zeit verliert. Die beiden arbeiten stets an neuen Projekten, die allesamt zum Scheitern verurteilt sind.
Eine weitere Gemeinsamkeit mit Rudi Gneisser ist Schoitls Liebe zum anderen Geschlecht. Zahlreiche außereheliche Pantscherl bestimmen sein Leben, schon in der ersten Folge wird von einem Verhältnis zu Sabine Leitner berichtet.
Er pflegt anschließend eine lange Beziehung mit Leopoldine Turecek, die er auch heiratet, die Ehe stellt sich aber später als ungültig heraus. In der katholischen Filmkommission sieht sich Erwin Pornofilme an und bewertet diese.
Mit seiner Mutter hat Erwin seine liebe Not: Die Frau Mama möchte gerne über ihren Buben bestimmen und mischt sich in seine Angelegenheiten ein. Darunter leidet Schoitl sehr.
Leopoldine Turecek
Turecek ist zu Beginn der Serie die Hausmeisterin der Zehnerstiege und nicht gerade auf den Mund gefallen. Auffällig modisch (meist pinkfarben) gekleidet, führt sie mit spitzer Zunge „Krieg“ gegen jeden, der sich in „ihrem“ Haus als Chef ausspielen will. „Gemma, gemma“ oder „...sonst spritzen die Funken“ sind typische Sprüche der resoluten Dame. Sie gilt als Kontrollfreak und muss immer wissen, was im Haus vor sich geht. Mit Gitti Schimek versteht sie sich gut.
Nach einigen gescheiterten Gspusis ist sie mit Erwin Schoitl liiert, den sie Bärli-Bär nennt. Schoitl ist zwischen seiner Mutter und Turecek hin- und hergerissen, beide wollen über sein Leben bestimmen. Turecek gibt den Hausmeisterposten schließlich auf, Koziber wird ihre Nachfolgerin. Die Ex-Hausbesorgerin eröffnet mit Schoitl ein Schnitzellokal. Dieses muss in Folge 42 schließen. In Folge 44 verlässt sie ihren Ehemann und taucht von da an nicht mehr in der Serie auf.
Elisabeth „Lieserl“ Koziber
In Folge 9 wird Koziber Hausmeisterin in der Schüttaustraße. Gitti Schimek lernte sie aber schon zuvor kennen (Folge 4). Gitti arbeitete anfangs mit Koziber in der Küche eines Kaisermühlner Wirtshauses zusammen, aus einem Streit wurde eine Freundschaft, als Gitti sich gegenüber Koziber solidarisch zeigte. Koziber ist ruhiger als Turecek, aber ebenso neugierig und interessiert am Leben in der Zehnerstiege. Sie und die gesamte Schimek-Familie verstehen sich sehr gut, so wird Koziber u. a. Taufpatin von Klein-Gusti. Später heiratet sie Reini, einen Polizisten und späteren Privatdetektiv, der sie Lieserl nennt. Die Ehe mit Reini durchlebt eine Krise, als der Detektiv während eines Überwachungsjobs eine Affäre mit einer Prater-Unternehmerin beginnt. Schließlich findet das Paar wieder zusammen und Reini erbt von seiner Liebschaft, als diese plötzlich verstirbt, ihr gesamtes Unternehmen. Die Serie endet damit, dass Reini und Koziber glücklich ihre Vergnügungsanalagen im Wiener Prater verwalten.
Kozibers „Standard-Ausspruch“ „Da kommt Freude auf!“ wurde zu einem geflügelten österreichischen Wort.
Eberhard Kudrnac
Kudrnac ist ein alleinstehender Pensionist, der in der Zehnerstiege lebt. Er war früher als Strandwärter an der alten Donau tätig. Trotz seiner einfachen Lebensverhältnisse ist Kudrnac sehr gebildet und hat das Herz am rechten Fleck. Gerne beschäftigt er sich mit der geschichtlichen Vergangenheit Kaisermühlens und erarbeitet u. a. eine Chronik. Der Pensionist beginnt ab Folge 5 den geistig behinderten Franzi zu betreuen. Dieser, Gitti Schimek und Koziber zählen zu Kudrnacs besten Bekannten in der Schüttaustraße. Auch Kudrnac lässt sich nur mit seinem Nachnamen anreden, denn sein Vorname ist ihm peinlich. Der Zuschauer erfährt diesen erstmals, als Kudrnac die Hütte an der Donau mietet. Später fährt er mit Franzi nach Tirol, weil sich Kudrnac in Sandras Tante verliebt hat. Diese Beziehung scheitert, doch am Ende heiratet der Pensionist Karoline Haydn.
Kudernacs Beagle wird von ihm Bezirksrat genannt, da er demselbigen angeblich ähnlich sieht. In Folge 17 wird der Hund eingeschläfert, Kudrnac erhält aber bald darauf einen Nachfolger, der ihn ständig begleitet.
Angelika Kaiser
Angelika Kaiser wird meist nur Frau Kaiser genannt. Sie ist die Antagonistin der Serie, da sie als arrogante und oberflächliche Bewohnerin gezeigt wird. Oft beobachtet sie mit dem Fernglas die Leute der Zehnerstiege und teilt ihre Erkenntnisse einer Frau Pippal, die aber in der Serie nicht in Erscheinung tritt, per Telefon mit. Frau Pippal stirbt in Folge 31. Immer an Frau Kaisers Seite ist ihr Hund Wasti. Frau Kaiser ist eine eingebildete Schnüfflerin, sie verbreitet viele Unwahrheiten und Gerüchte und löst so Katastrophen aus. Bei ihren Schnüffelaktionen bedient sie sich Hilfsmitteln wie z. B. einer Videokamera oder Wanzen. Niemand in der „Zehnerstiege“ mag sie. Im Abspann wird erzählt, dass Kaiser nach Wien-Hietzing umzieht, von wo sie auch gekommen ist.

## Trivia
Der Nachname des Bezirksrats „Gneisser“ geht auf das wienerische Verb „gneißen“ zurück; es bedeutet so viel wie „verstehen“, „begreifen“ und ist ironisch gemeint, also im Sinn von „begriffsstützig“. „Schoitl“ bedeutet „Dummkopf, einfältiger Mensch, Narr, Tölpel“. Es leitet sich von jiddisch schótje (= Narr) ab und ist im Grimmschen Wörterbuch mit der Lautform „Schaute“ vermerkt. Auch die Figur des Herrn Naderer, gespielt vom Autor Ernst Hinterberger selbst, ist ein „sprechender Name“. Das Verb „nadern“ bedeutet „denunzieren, anzeigen, verraten“, das Substantiv „Naderer“ gehört zu „Natter“ (Schlange).
Für Außenstehende sehr karikierend, für Wiener oder Österreicher aber trotz des Widerspruches üblich, ist auch, dass der Nachname des fremdenfeindlichen FPÖ-Politikers Hermann Vysloczil (Alfons Haider) auf einen in Wien häufigen tschechischen Migrationshintergrund hinweist.
Peter Fröhlich trug in seiner Rolle als Erwin Schoitl die ganze Serie über ein Toupet, da er eine Halbglatze hatte.
Seit 2015 ist Wolfgang Böck Sprecher der Stationsansagen auf den Wiener Autobuslinien 92A und 92B, deren Routen durch Kaisermühlen führen.

## Unterschiede zwischen Serie und Roman
In Hinterbergers Roman werden fast alle Charaktere der Serie beleuchtet und einige Episoden gekürzt erzählt. Hier einige Unterschiede und Präzisionen:
| Charakter         | Buch | Serie | Sonstiges |
| ----------------- | --- | --- | --- |
| Kudrnac           | - Im Buch wird erläutert, dass Kudrnac vor dem Zweiten Weltkrieg den Beruf des Industriekaufmannes erlernt hatte, er war anschließend zwei Jahre in britischer Kriegsgefangenschaft (Dorset) und dort als Landarbeiter tätig. Um weiterhin an der frischen Luft zu bleiben, bewarb er sich, nach einer Tätigkeit als Straßenarbeiter, als Strandwärter im Gänsehäufl. Er heiratete und bekam eine Tochter. Bereits mit ca. 30 Jahren wurde er Witwer und sieht seine Tochter heute nicht häufig. Außerdem hat Kudrnac zwei Enkeltöchter, zur Familie seiner Tochter besteht aber wenig Kontakt, da Kudrnacs Schwiegersohn ein „Besserer“ ist und die Weltanschauungen des Kommunisten nicht teilt. - Kudrnac ist Vizeobmann der „Arbeiterfischer“ in Albern. - Kudrnac kennt Gitti Schimek seit ihrer Kindheit. - Kudrnacs Hund heißt im Buch „Bürgermeister“, da er dem damaligen Wiener Bürgermeister Helmut Zilk ähnlich sehen soll. | - Kudrnacs Hund und sein „Nachfolger“ heißen beide „Bezirksrat“. | |
| Gitti Schimek     | - Gittis familiärer Hintergrund wird im Buch genauer beschrieben: Gitti erlernte den Beruf der Frisörin in einem Geschäft auf der Praterstraße. Ihr erster Freund hieß Hansi, der zweite Robert. Von Robert wurde Gitti zweimal schwanger, das erste Mal ließ sie eine illegale Abtreibung vornehmen. Als sie im sechsten Monat mit ihrem zweiten Kind schwanger war, warfen sie ihre strengen Eltern hinaus und sie fand bei ihrem Großvater, der ein pensionierter Polizist war, in der Moissigasse Unterschlupf. Ihre nächste große Liebe, Toni, lernte sie im Gänsehäufl kennen, von diesem stammt Tochter Ines. Gittis Mutter zog ihre Enkeln in der Schiffmühlenstraße auf, während Gitti in Liesing in einer Metallwarenfabrik arbeitete. - Im Buch zählt Gitti das Lesen von Romanen und alte Fernsehkrimis zu ihren Hobbys. Ihre Lieblingssänger sind Ray Charles und Nat King Cole. - Sie ist starke Raucherin. - Gitti kündigt im Schutzhaus, nachdem der Wirt, die vielen UNO-Beschäftigten, die wegen Gittis hervorragender Hausmannskost kommen, hinauswerfen möchte. | - In der Serie wird nur erwähnt, dass Gittis Mann ihr „davongelaufen“ sei. In Folge 4 sagt Gustl zu Ines: „Wir beide können unmöglich denselben Vater haben.“ In der Serie sind die beiden also Geschwister und nicht nur Halbgeschwister. - Gitti zeigt sich gegenüber Koziber solidarisch, da der Wirt seine alte Arbeitskraft schlechter behandelt, weil Gittis Kochkünste den Gästen mehr munden. Gitti kündigt daraufhin. | |
| Ines Schimek      | - Ines Geburtstag liegt laut Buch im März. Sie ist das Kind von Toni Burggraf, einem Dreher aus Simmering. Er wollte Gitti nicht heiraten, als sie mit Ines schwanger war, da er mit der Ehe „schlechte Erfahrung“ gemacht hatte. - Ines spielt besonders gerne Platten und ist, was den Haushalt anbelangt „ein faules Trum“ (O-Ton Gitti Schimek). | - Wie auch im Buch wird auch in der Serie die Tatsache, dass Ines sich sehr oft nackt in der Wohnung bewegt, gezeigt. Auch ihre häufigen „Amouren“ sowie Streitereien mit Gustl werden thematisiert. | |
| „Gustl“ Schimek   | - Gustls Vater ist, dem Buch zufolge, Gittis Jugendliebe Robert: Ein Schneiderlehrling, den Gitti kennenlernte, als er seine Lehrzeit beim Schneidermeister Minarik auf der Praterstraße verbrachte. Gustl ist, nach Gittis abortus, das zweite Kind aus dieser Beziehung. Sein Vater ist als „unbekannt“ in der Geburtsurkunde eingetragen, das ist für „Gustl“ beschämend. Robert machte sich schon vor Gustls Ankunft aus dem Staub und so lernten sich Vater und Sohn nie kennen. - Gustl erlernte den Beruf des Elektrikers. Er war als Kind sehr anhänglich und brav, die Schule und die Lehrzeit machten aus ihm aber einen „rauen Burschen“. - Um seinem Urgroßvater nachzueifern, ging Gustl zur Polizei. | - Gustl erwähnt in der Serie nur, er habe nie einen richtigen Vater gehabt. | |
| René              | - Im Buch lautet Renés Nachname „Haslinger“ - Er wird weiters als Kleinganove dargestellt. Sein Spitzname lautet „der Gschwinde“, weil er so schnell sein Messer zieht. | - In der Serie heißt René „Gstettner“ mit Familiennamen. - René wird eher als „Halbstarker“ gezeigt. | |
| Trautmann         | - Im Buch erzählt Trautmann die Geschichte seiner Familie anders: Seine Frau starb demnach an Unterleibskrebs und seine Tochter ist 24 Jahre alt und auf die „schiefe Bahn“ geraten. Seit ihrem 22. Lebensjahr findet Trautmann Einstichstellen an den Armen seines Kindes und es verkehrt mit „zwielichtigen“ Männern. Ingrid, so der Name des Mädchens, hat zwar maturiert, lebt aber als Bummelstudentin in den Tag hinein. - Die Beziehung zwischen Gitti und Trautmann nimmt im Buch nicht so viel Platz ein, da Gitti ihren zukünftigen Lebensgefährten erst gegen Ende des Romanes kennenlernt. | - In der Serie ist Trautmanns Tochter Ilse mit 17 Jahren verstorben. Trautmanns Frau hat sich lange davor von ihm scheiden lassen. In Buch und TV stimmt nur überein, dass die Ehe durch Trautmanns Arbeitsbelastung zerrüttet wurde und dass der Polizist zu wenig Zeit für sein Kind hatte. | |
| „Burschi“ Leitner | - Im Buch eröffnet „Burschi“ das Fitness-Center - „Burschi“ war einst Profi bei der Wiener Austria. Später führte ihn seine Karriere nach Spanien, Italien und Frankreich. Wegen seiner zwei Tore beim Auswärts-Ländermatch in Schottland wurde er der „Held von Glasgow“ genannt. | - In der Serie ist Joschi Täubler derjenige, der dies tut. | - Im Buch taucht der Charakter „Joschi Täubler“ überhaupt nicht auf. Eine ähnliche Figur ist „Gucki Strohal“, ein Kleinganove, der zur Gruppe um „Burschi“ und René gehört. - Im Spin-off „Trautmann“ taucht in Folge 3 ebenfalls ein ehemaliger Fußballer auf: Josef Kriwanek, genannt der „Panther von Glasgow“. Ein ehemaliger „Wundergoalie“ bei der Austria, der jetzt als obdachloser Alkoholiker lebt. |
| Nancy             | - Nancys Arbeitsplatz im Buch ist das „Café Gänsehäufel“, dort lernte sie „Gustl“ kennen. | - In der Serie ist Nancy Kellnerin im China-Restaurant gewesen. | - Im Buch wird weiter erzählt, dass das „Café Gänsehäufel“ der (zwielichtige) Vorgänger des China-Lokales ist. Sebesta, René Haslinger (Gstettner), Burschi Leitner und „Gucki“ Strohal waren dort oft zu Gast. Gustl hatte Nancy dort getroffen und ließ, als Beamter, die Rauschgiftgeschäfte im Hinterzimmer auffliegen.                                                                                   |
| Frau Pippal       | - Im Buch telefoniert Kaiser mit einer Frau Vlk. | - In der Serie heißt diese Person „Pippal“. | |
| Vysloczil         | - Im Buch lautet sein Vorname: Horst. | - In der Serie heißt der Charakter: Hermann Vysloczil. | |
| Koziber           | - Im Buch stellt sich Koziber Gitti als „Hanni“ vor. - Koziber erzählt, dass ihr Großvater von den Nazis in einem Pflegeheim „totgespritzt“ wurde. | - Koziber heißt Elisabeth und wird von Ehemann „Reini“ „Lieserl“ gerufen. | |
| Frau Kaiser       | - Im Buch wird Kaiser nicht nur als geschwätzige „Bissgurn“ gezeigt, ihre Ablehnung Ausländern gegenüber wird noch verdeutlicht. Hinterberger bezeichnet sie als „Nazifee“. Nicht nur ausländische Mitbürger, sondern auch der behinderte „Franzi“ sind Kaiser ein Dorn im Auge. | - Direkte Nazisympathien äußert Kaiser in der Serie nicht. | |
| Erwin Schoitl     | - Im Buch wird erzählt, dass Schoitl seine deutsche Ehefrau an der Ostsee kennengelernt hat. Mit deren Geld hat sich der Taschnergehilfe seine Lederwarenhandlung gekauft. | - Wie die Schoitls zu ihrem Geschäft sowie zu ihrem Privathaus kamen, wird in der TV-Serie nicht behandelt. | |

## Belege
1. ↑  Im Original:
KAISER
MÜHLEN
BLUES
2. 1 2  Siehe DVD, u. a. dvd-forum.at, Sammlerstücke: Kaisermühlen Blues – Gesamt Ausgabe (Memento des Originals vom 20. Januar 2009 im Internet Archive)  Info: Der Archivlink wurde automatisch eingesetzt und noch nicht geprüft. Bitte prüfe Original- und Archivlink gemäß Anleitung und entferne dann diesen Hinweis., (abgerufen am 1. Mai 2010)
3. ↑  Ernst Hinterberger: Kaisermühlen Blues. Ein Wiener Roman. Deuticke, Wien 1994, ISBN 3-216-30068-4.